# Список птахів Тасманії
Це перелік видів птахів, зафіксованих на території острова Тасманія і на сусідніх островах, зокрема на островах Бассової протоки. Птахи острова Маккуорі не включені до цього списку. Авіфауна Тасманії налічує загалом 383 види, з яких 12 є ендемічними, а 22 види були інтродуковані людьми. Більшість ендемічних птахів Тасманії є досить поширеними в межах свого ареалу, однак тасманійська діамантиця (Pardalotus quadragintus) вважається рідкісним видом з обмеженим ареалом, а два ендемічні види перелітних папуг перебувають під загрозою зникнення. Загалом 30 видів тасманійських птахів перебувають під загрозою глобального зникнення.

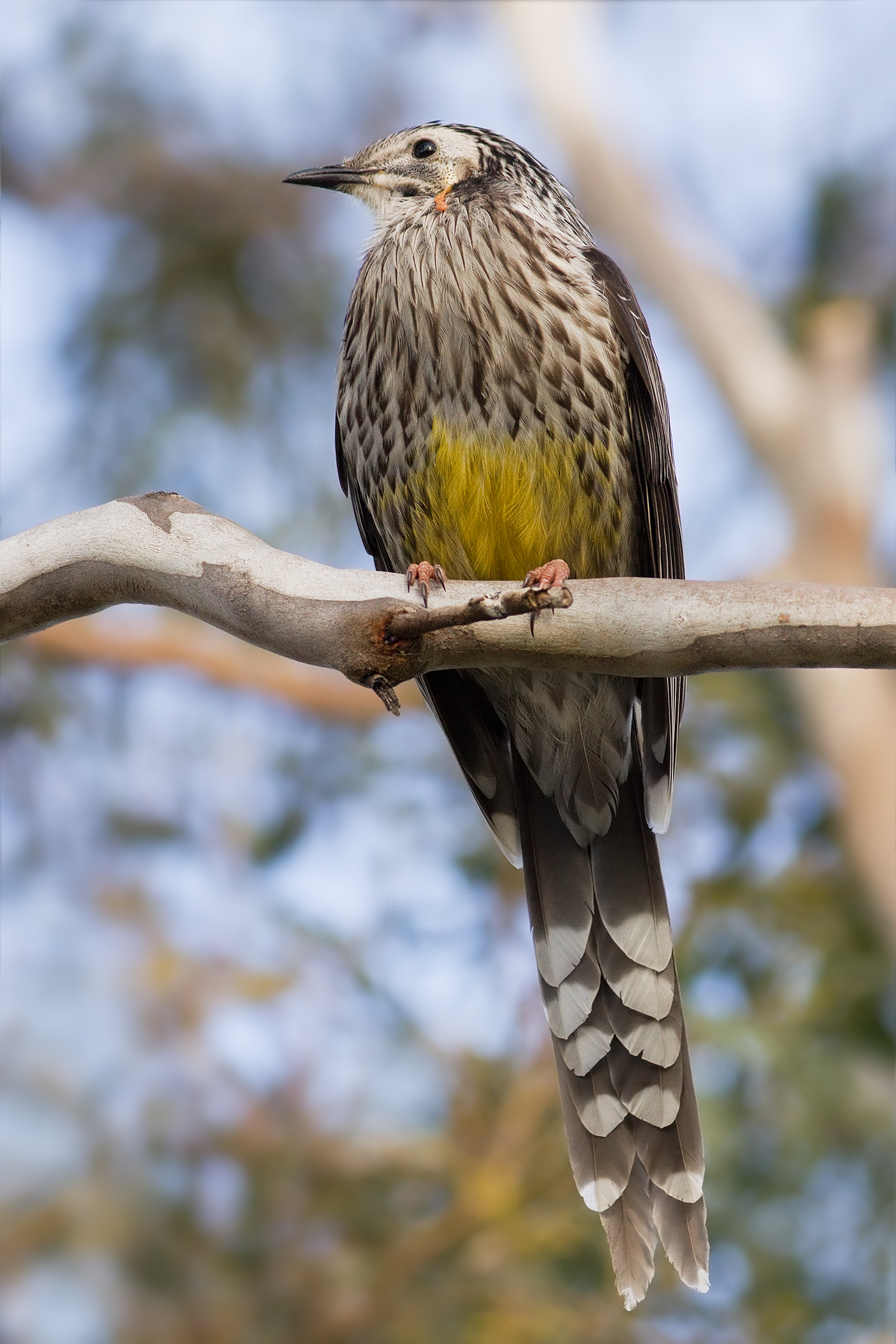
Великий медолюб-сережник (Anthochaera paradoxa) є ендеміком Тасманії і найбільшим представником родини медолюбових

Через те, що на острові мешкає низка ендемічних видів птахів, Тасманія була класифікована як ендемічна орнітологічна зона (EBA). Всього у світі існує 218 таких зон. Ендемічні орнітологічні зони — це пріорітетні регіони для збереження птахів за їхнім середовищем проживання. Вони визначаються за наявністю двох або більше ендемічних видів птахів.
Хоча Тасманія була 10 000 років ізольована від материкової частини Австралії, острови Бассової протоки дозволили багатьом видам переміщуватися між двома масивами суші. Острів Тасманія має берегову лінію протяжністю 5400 км, а біля його берегів знаходяться близно 350 прибережних острівців. Він є прихистком для великої кількості різноманітних птахів, незважаючи на його відносно невеликий розмір. Батао птахів зустрічаються у водно-болотних угіддях Тасманії, десять з них мають міжнародне значення і охороняються Рамсарською конвенцією. Численні перелітні птахи шукають їжу в затоках, на мулистих мілинах і пляжах, зокрема чорноголові пісочники і малі крячки, які гніздяться на узбережжі. Прибережні купинні луки Gymnoschoenus sphaerocephalus на південному заході острова є місцем гніздування золотисточеревих папужок, що перебувають під загрозою зникнення. Багато рідкісних видів птахів живуть в склерофітних евкаліптових лісах або в дощових лісах, що покривають більшу частину Тасманії. Наприкінці літа острів відвідують декілька видів пінгвінів.

## Позначки
Наступні теги використані для виділення деяких категорій птахів.
- (I) Інтродукований — вид, завезений на Тасманію як наслідок, прямих чи непрямих людських дій
- (Ex) Вимерлий — вид, який мешкав на Тасманії, однак повністю вимер
- (V) Випадковий — вид, який рідко або випадково трапляється на Тасманії
- (Е) Ендемічий — вид, який є ендеміком Тасманії

## Казуароподібні(Casuariiformes)
Родина: Емові (Dromaiidae)
- Ему австралійський, Dromaius novaehollandiae (знищений)
  - Тасманійський ему, Dromaius novaehollandiae diemenensis (Ex)
  - Dromaius novaehollandiae minor (Ex)[6]

## Гусеподібні(Anseriformes)
Родина: Уракові (Anseranatidae)
- Урако, Anseranas semipalmata (V)

Родина: Качкові (Anatidae)

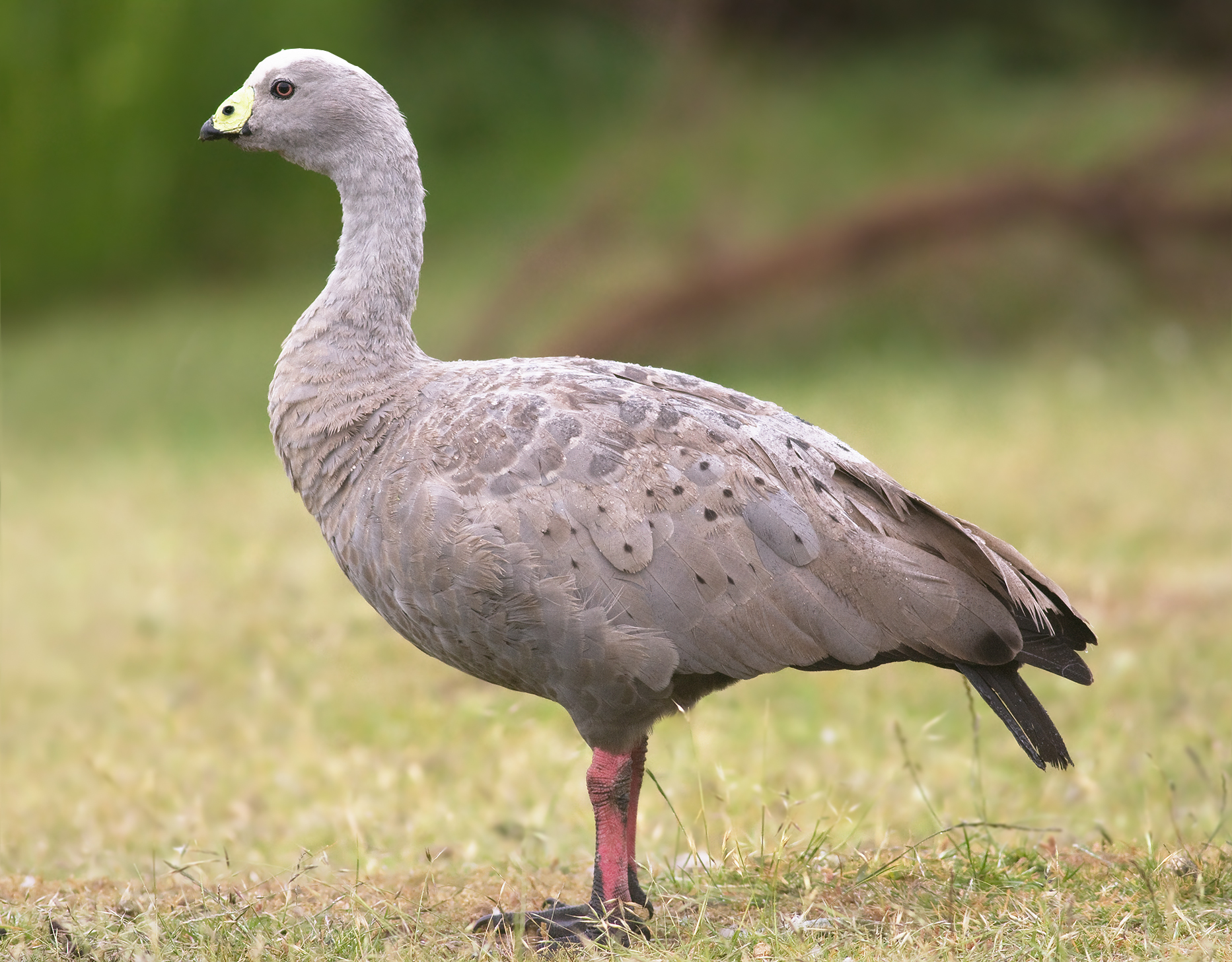
Гуска тасманійська (Cereopsis novaehollandiae)

- Свистач австралійський, Dendrocygna eytoni (V)
- Свистач філіппінський, Dendrocygna arcuata (V)
- Гуска тасманійська, Cereopsis novaehollandiae
- Пато, Stictonetta naevosa
- Лебідь-шипун, Cygnus olor (I)
- Лебідь чорний, Cygnus atratus
- Галагаз австралійський, Tadorna tadornoides
- Качка гриваста, Chenonetta jubata
- Широконіска австралійська, Spatula rhynchotis
- Крижень австралійський, Anas superciliosa
- Крижень звичайний, Anas platyrhynchos (I)
- Чирянка світлогорла, Anas gracilis
- Чирянка австралійська, Anas castanea
- Качка-лопатоніс, Malacorhynchus membranaceus (V)
- Чернь австралійська, Aythya australis
- Савка австралійська, Oxyura australis
- Савка сіра, Biziura lobata

## Куроподібні(Galliformes)
Родина: Токрові (Odontophoridae)
- Перепелиця каліфорнійська, Callipepla californica (I)

Родина: Фазанові (Phasianidae)
- Павич звичайний, Pavo cristatus (I)
- Перепілка бура, Coturnix ypsilophora
- Перепілка австралійська, Coturnix pectoralis
- Курка банківська, Gallus gallus (I)
- Фазан звичайний, Phasianus colchicus (I)
- Індик великий, Meleagris gallopavo (I)

## Пірникозоподібні(Podicipediformes)
Родина: Пірникозові (Podicipedidae)
- Пірникоза австралійська, Tachybaptus novaehollandiae
- Пірникоза сивоголова, Poliocephalus poliocephalus
- Пірникоза велика, Podiceps cristatus

## Голубоподібні(Columbiformes)
Родина: Голубові (Columbidae)
- Голуб сизий, Columba livia (I)
- Голуб білоголовий, Columba leucomela (V)
- Горлиця китайська, Spilopelia chinensis (I)
- Phaps chalcoptera
- Phaps elegans
- Тілопо смугастобокий, Ptilinopus superbus (V)
- Тілопо королівський, Ptilinopus regina (V)
- Lopholaimus antarcticus (V)

## Зозулеподібні(Cuculiformes)
Родина: Зозулеві (Cuculidae)

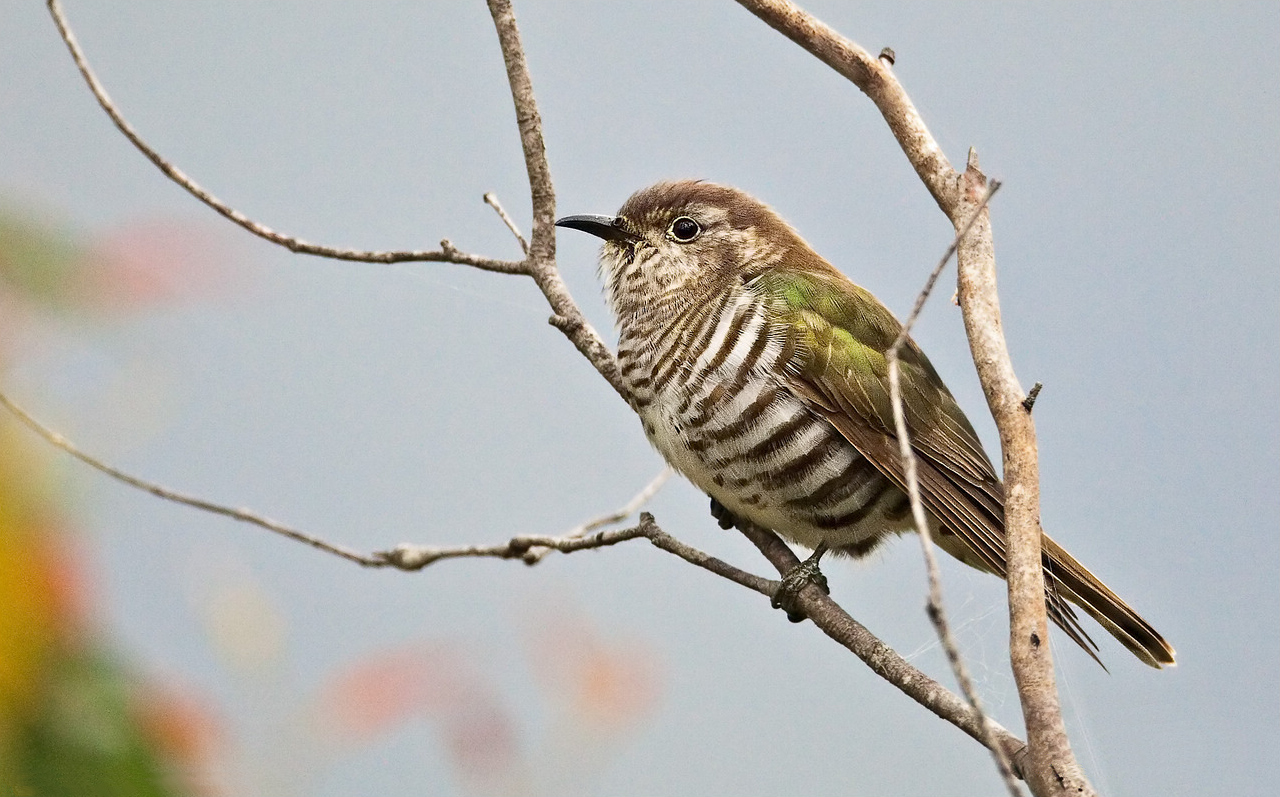
Дідрик смугастощокий (Chrysococcyx lucidus)

- Зозуля-велет, Scythrops novaehollandiae (V)
- Дідрик рудохвостий, Chrysococcyx basalis
- Дідрик австралійський, Chrysococcyx osculans  (V)
- Дідрик смугастощокий, Chrysococcyx lucidus
- Дідрик зеленоголовий, Chrysococcyx minutillus
- Зозуля бліда, Cacomantis pallidus
- Кукавка віялохвоста, Cacomantis flabelliformis
- Кукавка австралійська, Cacomantis variolosus

## Дрімлюгоподібні(Caprimulgiformes)
Родина: Білоногові (Podargidae)
- Білоніг австралійський, Podargus strigoides

Родина: Еготелові (Aegothelidae)
- Еготело австралійський, Aegotheles cristatus

## Серпокрильцеві(Apodiformes)
Родина: Серпокрильцеві (Apodidae)
- Колючохвіст білогорлий, Hirundapus caudacutus
- Серпокрилець сибірський, Apus pacificus

## Журавлеподібні(Gruiformes)
Родина: Пастушкові (Rallidae)

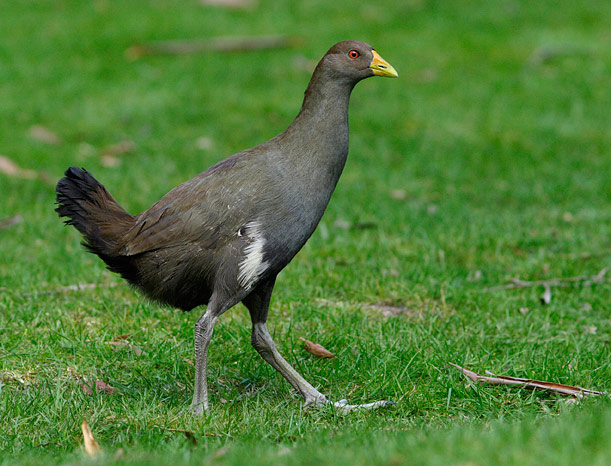
Курочка тасманійська (Tribonyx mortierii)

- Левінія австралійська, Lewinia pectoralis
- Пастушок смугастий, Gallirallus philippensis (V)
- Курочка чорнохвоста, Tribonyx ventralis (V)
- Курочка тасманійська, Tribonyx mortierii (E)
- Погонич бурий, Porzana fluminea
- Курочка чорна, Gallinula tenebrosa
- Лиска звичайна, Fulica atra
- Султанка австралійська, Porphyrio melanotus
- Погонич-крихітка, Zapornia pusilla
- Погонич австралійський, Zapornia tabuensis

## Сивкоподібні(Charadriiformes)
Родина: Лежневі (Burhinidae)
- Лежень австралійський, Burhinus grallarius (V)

Родина: Чоботарові (Recurvirostridae)
- Кулик-довгоніг строкатий, Himantopus leucocephalus (V)
- Кулик-довгоніг австралійський, Cladorhynchus leucocephalus (V)
- Чоботар австралійський, Recurvirostra novaehollandiae (V)

Родина: Куликосорокові (Haematopodidae)

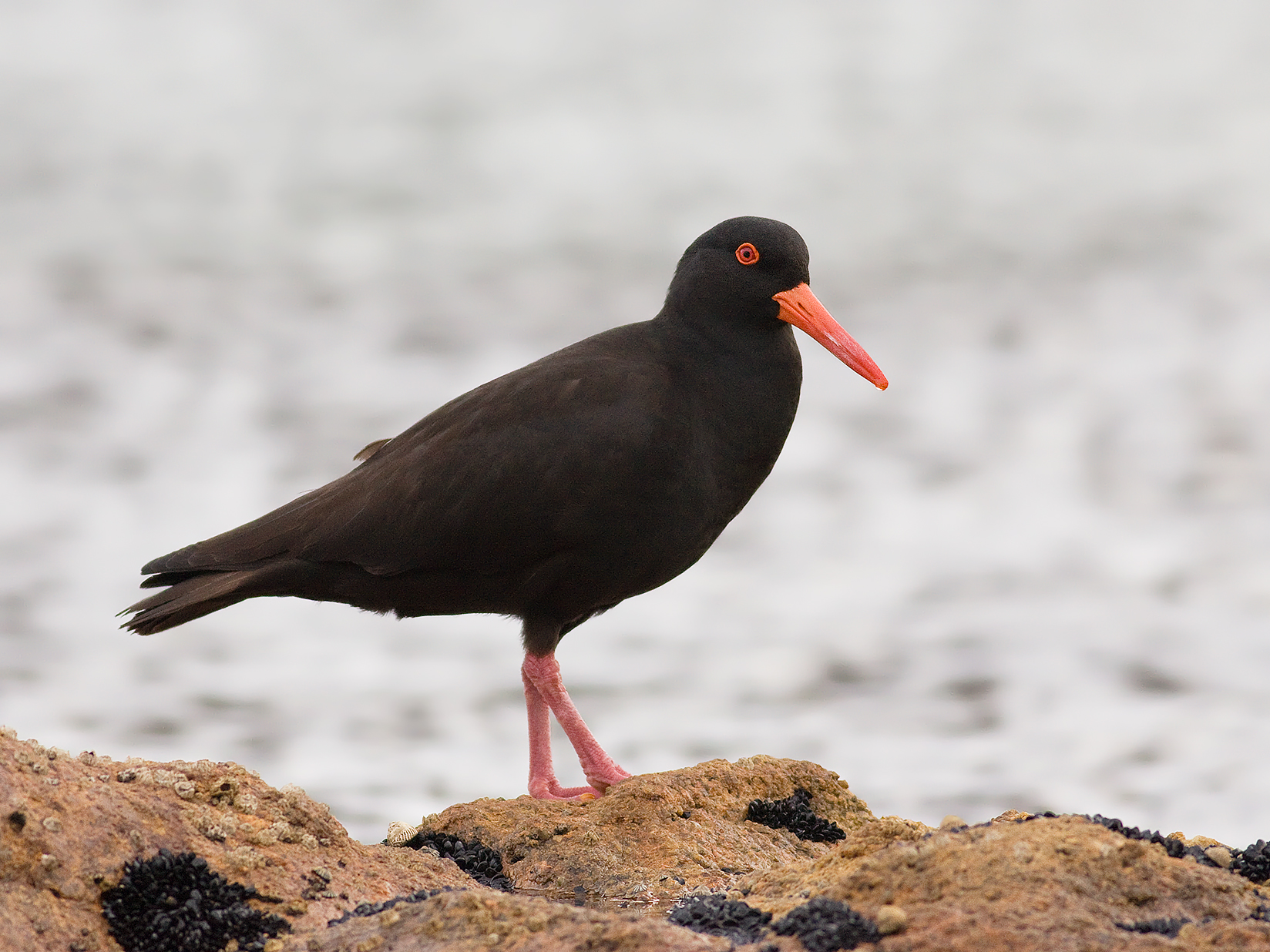
Кулик-сорока австралійський

- Кулик-сорока довгодзьобий, Haematopus longirostris
- Кулик-сорока австралійський, Haematopus fuliginosus

Родина: Сивкові (Charadriidae)

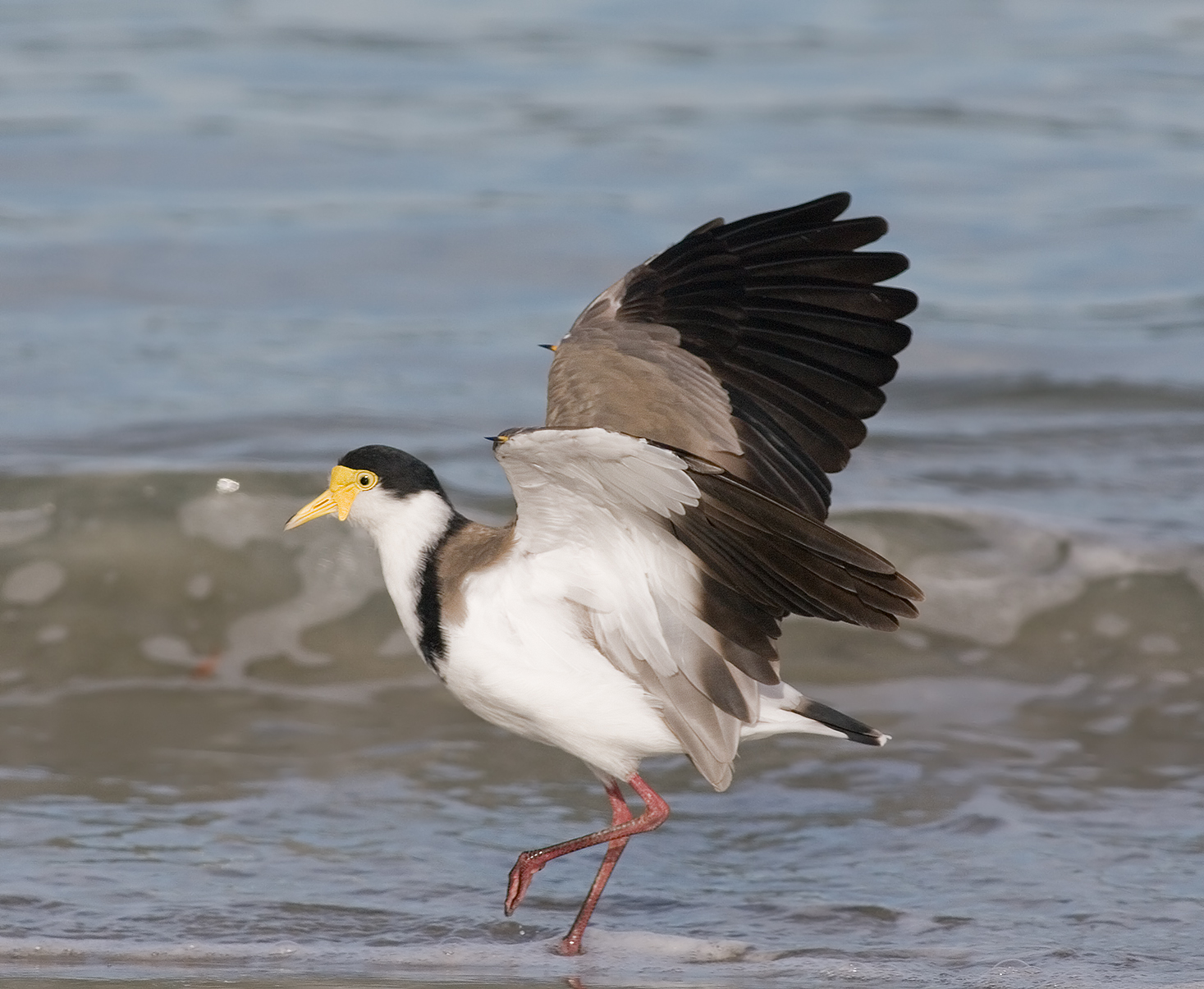
Чайка білошия (Vanellus miles) на пляжі острова Бруні

- Сивка морська, Pluvialis squatarola
- Сивка бурокрила, Pluvialis fulva
- Чайка білогорла, Vanellus tricolor
- Чайка білошия, Vanellus miles
- Пісочник монгольський, Charadrius mongolus
- Пісочник товстодзьобий, Charadrius leschenaultii (V)
- Пісочник рудоволий, Charadrius bicinctus
- Пісочник рудоголовий, Charadrius ruficapillus
- Пісочник малий, Charadrius dubius (V)
- Пісочник довгоногий, Charadrius veredus (V)
- Чайка чорногруда, Erythrogonys cinctus (V)
- Пісочник чорноголовий, Thinornis cucullatus
- Пісочник чорнолобий, Elseyornis melanops

Родина: Мальованцеві (Rostratulidae)
- Мальованець австралійський, Rostratula australis (V)

Родина: Баранцеві (Scolopacidae)
- Кульон середній, Numenius phaeopus
- Кульон-крихітка, Numenius minutus (V)
- Кульон східний, Numenius madagascariensis
- Грицик малий, Limosa lapponica
- Грицик великий, Limosa limosa
- Грицик канадський, Limosa haemastica (V)
- Крем'яшник звичайний, Arenaria interpres
- Побережник великий, Calidris tenuirostris
- Побережник ісландський, Calidris canutus
- Брижач, Calidris pugnax (V)
- Побережник болотяний, Calidris falcinellus
- Побережник гострохвостий, Calidris acuminata
- Побережник червоногрудий, Calidris ferruginea
- Побережник довгопалий, Calidris subminuta (V)
- Побережник рудоголовий, Calidris ruficollis
- Побережник білий, Calidris alba
- Побережник канадський, Calidris bairdii (V)
- Побережник малий, Calidris minuta (V)
- Жовтоволик, Calidris subruficollis (V)
- Побережник арктичний, Calidris melanotos (V)
- Баранець японський, Gallinago hardwickii
- Мородунка, Xenus cinereus
- Плавунець круглодзьобий, Phalaropus lobatus (V)
- Набережник палеарктичний, Actitis hypoleucos
- Коловодник попелястий, Tringa brevipes
- Коловодник великий, Tringa nebularia
- Коловодник ставковий, Tringa stagnatilis
- Коловодник болотяний, Tringa glareola (V)

Родина: Триперсткові (Turnicidae)
- Триперстка червоноока, Turnix varius
- Триперстка мала, Turnix velox (V)

Родина: Поморникові (Stercorariidae)
- Поморник антарктичний, Stercorarius maccormicki (V)
- Поморник фолклендський, Stercorarius antarcticus
- Поморник середній, Stercorarius pomarinus
- Поморник короткохвостий, Stercorarius parasiticus
- Поморник довгохвостий, Stercorarius longicaudus (V)

Родина: Мартинові (Laridae)

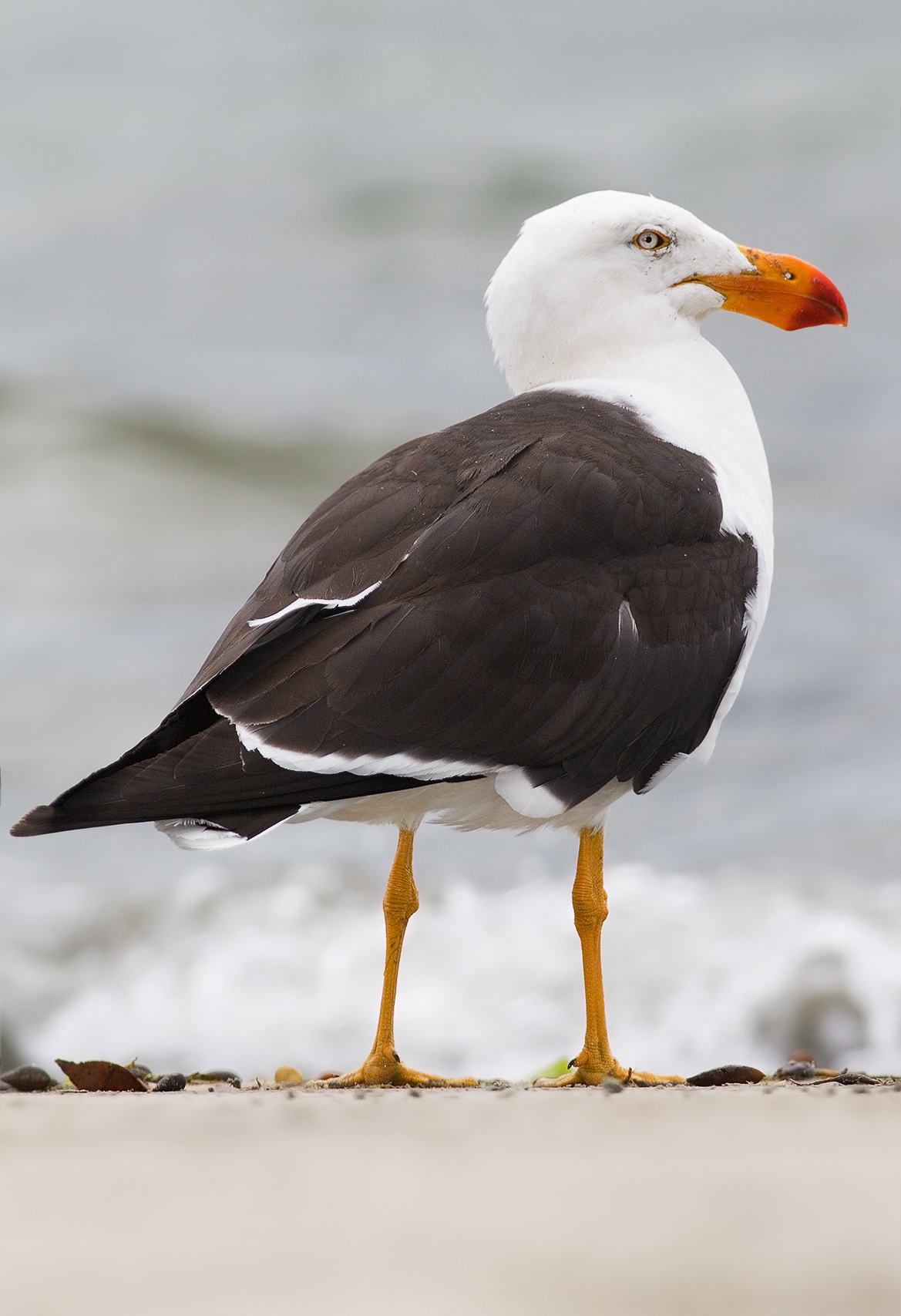
Мартин товстодзьобий (Larus pacificus)

- Мартин австралійський, Chroicocephalus novaehollandiae
- Leucophaeus atricilla (V)
- Мартин ставковий, Leucophaeus pipixcan (V)
- Мартин товстодзьобий, Larus pacificus
- Мартин домініканський, Larus dominicanus
- Крячок бурокрилий, Onychoprion anaetheetus (V)
- Крячок малий, Sternula albifrons
- Крячок австралійський, Sternula nereis
- Крячок чорнодзьобий, Gelochelidon nilotica (V)
- Крячок каспійський, Hydroprogne caspia
- Крячок білокрилий, Chlidonias leucopterus
- Крячок білощокий, Chlidonias hybrida (V)
- Крячок білолобий, Sterna striata
- Крячок річковий, Sterna hirundo (V)
- Крячок полярний, Sterna paradisaea (V)
- Крячок антарктичний, Sterna vittata (V)
- Крячок жовтодзьобий, Thalasseus bergii

## Фаетоноподібні(Phaethontiformes)
Родина: Фаетонові (Phaethontidae)
- Фаетон червонохвостий, Phaethon rubricauda (V)

## Пінгвіноподібні(Sphenisciformes)
Родина: Пінгвінові (Spheniscidae)

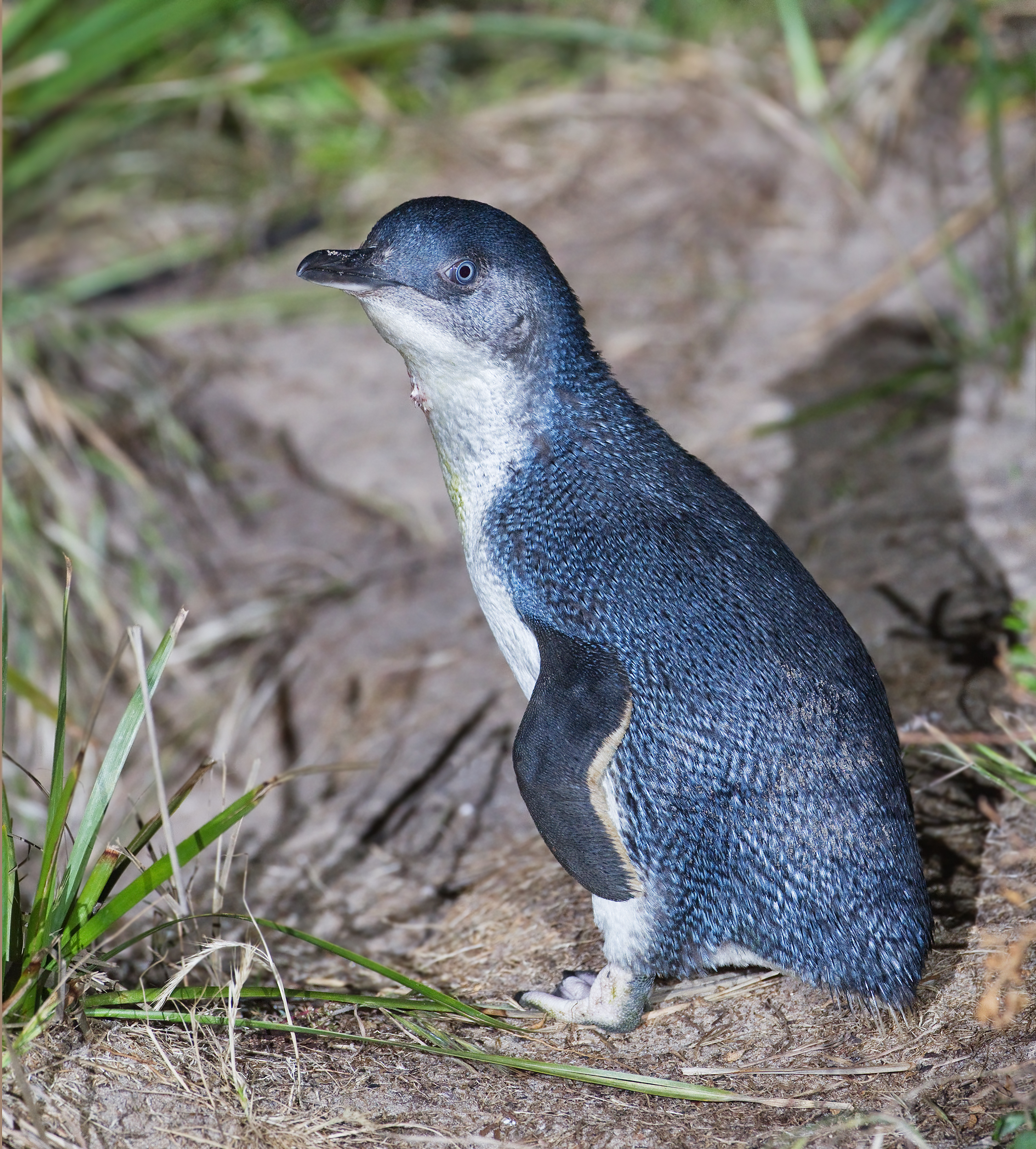
Пінгвін малий (Eudyptula minor) на острові Бруні

- Пінгвін королівський, Aptenodytes patagonicus (V)
- Пінгвін Аделі, Pygoscelis adeliae (V)
- Пінгвін-шкіпер, Pygoscelis papua (V)
- Пінгвін антарктичний, Pygoscelis antarctica (V)
- Пінгвін малий, Eudyptula minor
- Пінгвін новозеландський, Eudyptes pachyrhynchus (V)
- Пінгвін прямочубий, Eudyptes sclateri (V)
- Пінгвін золотоволосий, Eudyptes chrysolophus (V)
- Пінгвін білогорлий, Eudyptes schlegeli (V)
- Пінгвін чубатий, Eudyptula chrysocome (V)
- Eudyptula moseleyi (V)
- Пінгвін великий, Eudyptes robustus (V)

## Буревісникоподібні(Procellariiformes)
Родина: Альбатросові (Diomedeidae)
- Thalassarche chlororhynchos

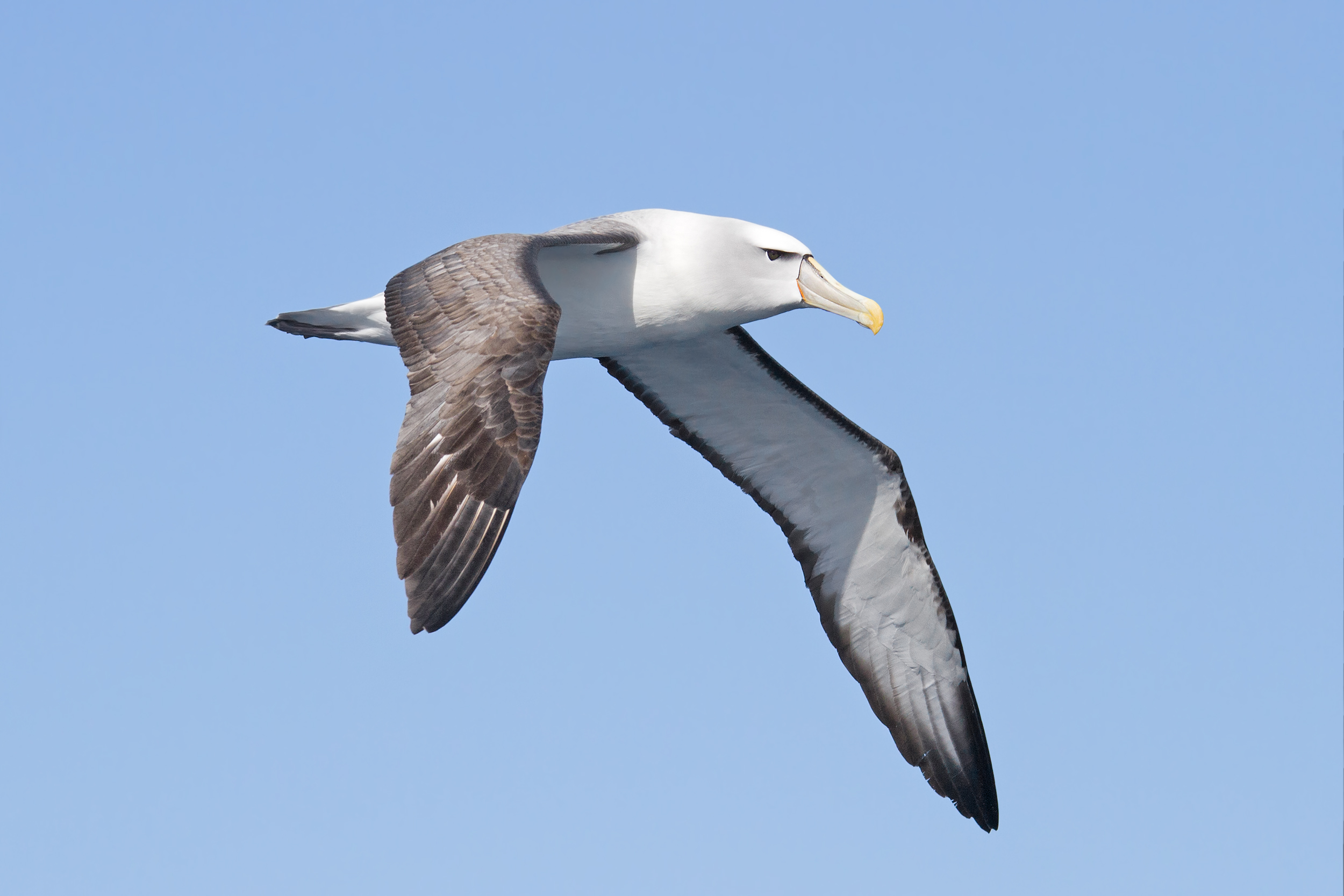
Альбатрос сірощокий (Thalassarche cauta)

- Альбатрос сіроголовий, Thalassarche chrysostoma
- Альбатрос Буллера, Thalassarche bulleri
- Альбатрос сірощокий, Thalassarche cauta
- Альбатрос баунтійський, Thalassarche salvini (V)
- Альбатрос чатемський, Thalassarche eremita (V)
- Альбатрос чорнобровий, Thalassarche melanophris
- Альбатрос бурий, Phoebetria fusca
- Альбатрос довгохвостий, Phoebetria palpebrata
- Альбатрос королівський, Diomedea epomophora
- Альбатрос мандрівний, Diomedea exulans

Родина: Океанникові (Oceanitidae)
- Океанник Вільсона, Oceanites oceanicus
- Океанник сіроспинний, Garrodia nereis
- Океанник білобровий, Pelagodroma marina
- Фрегета білочерева, Fregetta grallaria (V)
- Фрегета новозеландська, Fregetta maoriana (V)
- Фрегета чорночерева, Fregetta tropica

Родина: Буревісникові (Procellariidae)

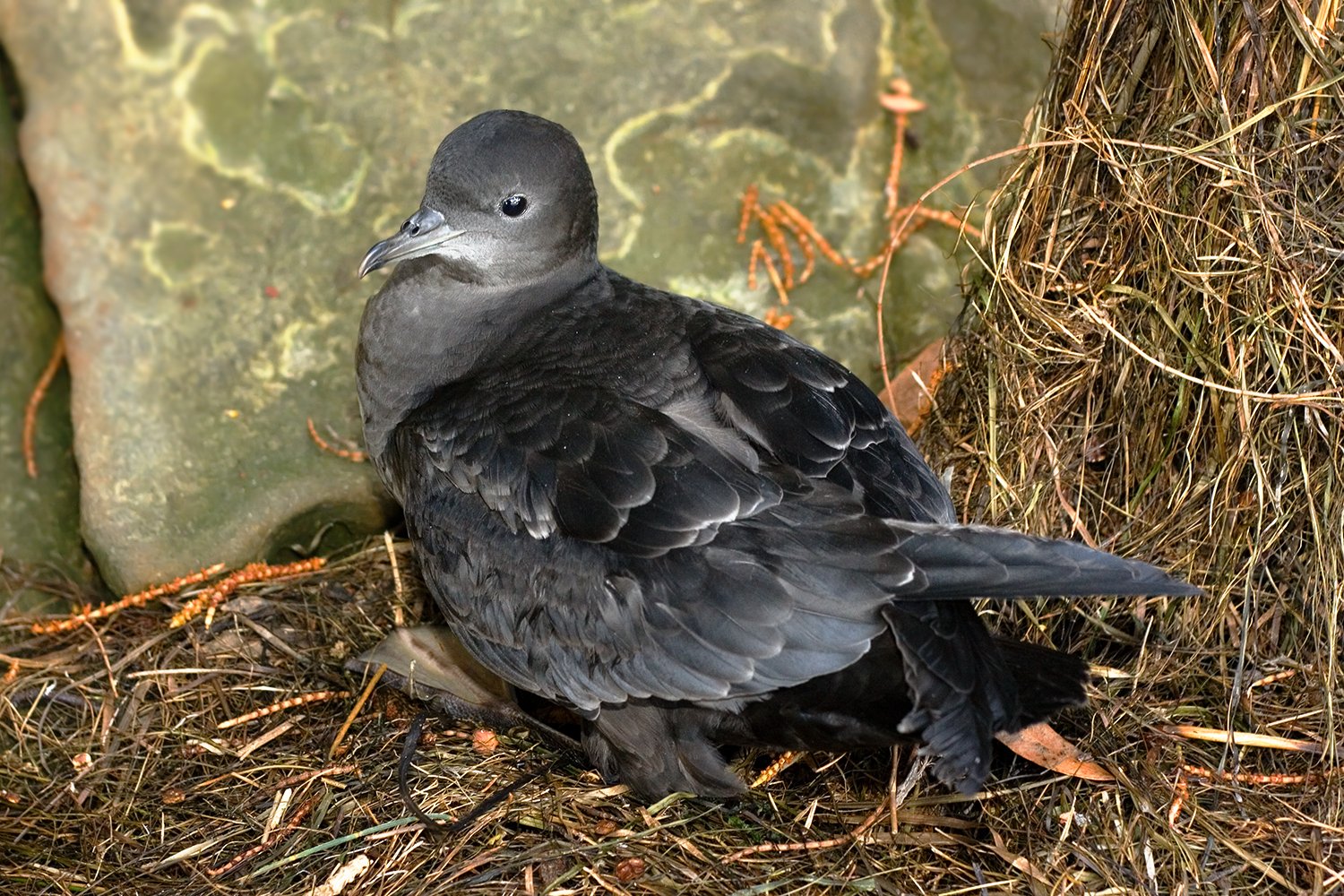
Буревісник тонкодзьобий (Ardenna tenuirostris)

- Буревісник гігантський, Macronectes giganteus
- Буревісник велетенський, Macronectes halli
- Буревісник південний, Fulmarus glacialoides (V)
- Буревісник антарктичний, Thalassoica antarctica (V)
- Пінтадо, Daption capense
- Буревісник білий, Pagodroma nivea (V)
- Тайфунник кергеленський, Aphrodroma brevirostris
- Тайфунник довгокрилий, Pterodroma macroptera
- Тайфунник північний, Pterodroma gouldi
- Тайфунник кермадецький, Pterodroma neglecta (V)
- Тайфунник-провісник, Pterodroma heraldica (V)
- Тайфунник Соландра, Pterodroma solandri
- Тайфунник м'якоперий, Pterodroma mollis
- Тайфунник білоголовий, Pterodroma lessonii
- Тайфунник Піла, Pterodroma inexpectata (V)
- Тайфунник тихоокеанський, Pterodroma externa (V)
- Тайфунник макаулійський, Pterodroma cervicalis
- Тайфунник австралійський, Pterodroma nigripennis (V)
- Тайфунник Кука, Pterodroma cookii (V)
- Тайфунник білолобий, Pterodroma leucoptera
- Тайфунник Штейнегера, Pterodroma longirostris (V)
- Буревісник блакитний, Halobaena caerulea
- Пріон сніжний, Pachyptila turtur
- Пріон широкодзьобий, Pachyptila vittata (V)
- Пріон малий, Pachyptila salvini (V)
- Пріон антарктичний, Pachyptila desolata
- Пріон тонкодзьобий, Pachyptila belcheri
- Пріон товстодзьобий, Pachyptila crassirostris (V)
- Буревісник сірий, Procellaria cinerea (V)
- Буревісник білогорлий, Procellaria aequinoctialis
- Буревісник чорний, Procellaria parkinsoni (V)
- Буревісник новозеландський, Procellaria westlandica (V)
- Буревісник світлоногий, Ardenna carneipes (V)
- Буревісник великий, Ardenna gravis (V)
- Буревісник клинохвостий, Ardenna pacificus (V)
- Буревісник Бюлера, Ardenna bulleri (V)
- Буревісник сивий, Ardenna griseus
- Буревісник тонкодзьобий, Ardenna tenuirostris
- Буревісник Гутона, Puffinus huttoni
- Буревісник австралійський, Puffinus gavia
- Буревісник-крихітка каприкорновий, Puffinus assimilis
- Буревісник-крихітка тристанський, Puffinus elegans
- Пуфінур великий, Pelecanoides urinatrix

## Сулоподібні(Suliformes)
Родина: Фрегатові (Fregatidae)
- Фрегат-арієль, Fregata ariel (V)
- Фрегат тихоокеанський, Fregata minor (V)

Родина: Сулові (Sulidae)

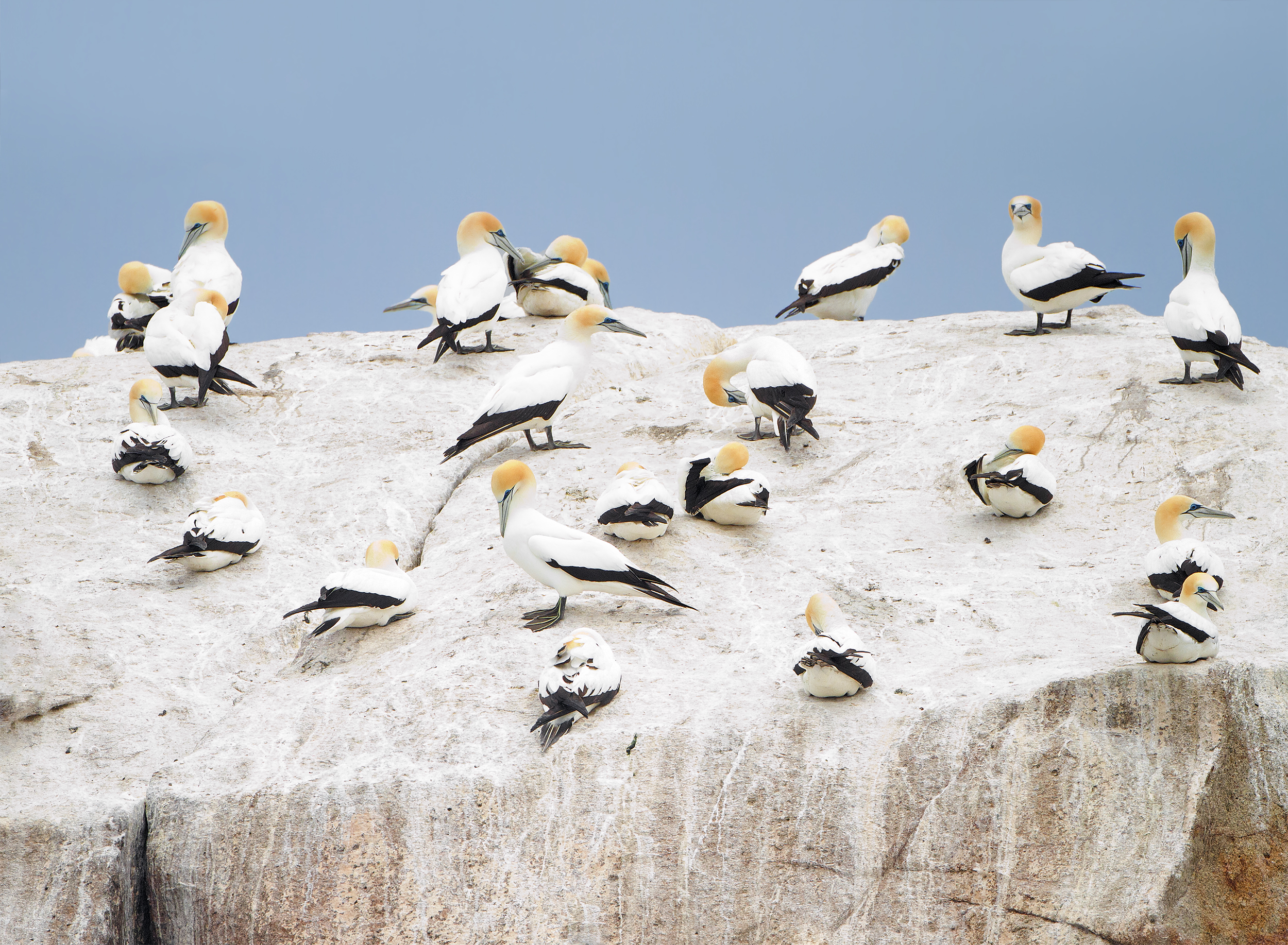
Сула австралійська (Morus serrator)

- Сула білочерева, Sula leucogaster (V)
- Сула австралійська, Morus serrator

Родина: Змієшийкові (Anhingidae)
- Змієшийка австралійська, Anhinga novaehollandiae (V)

Родина: Бакланові (Phalacrocoracidae)

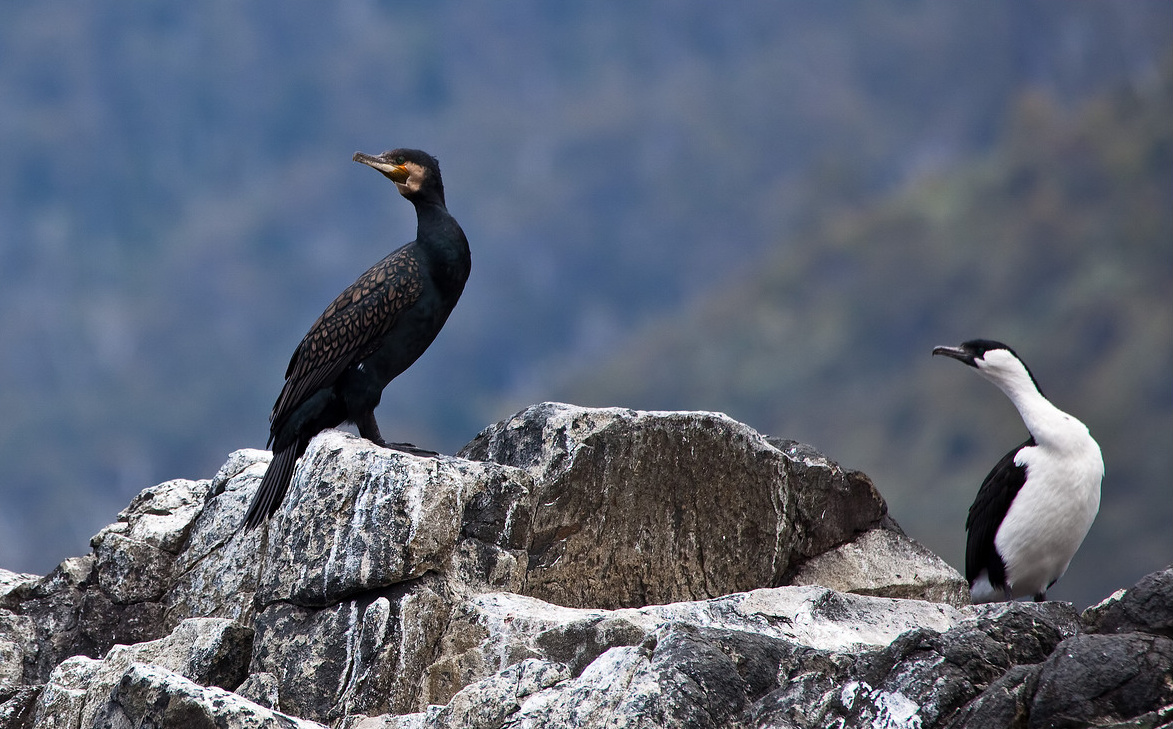
Баклан великий (зліва) і Баклан білогрудий (справа)

- Баклан строкатий, Microcarbo melanoleucos
- Баклан великий, Phalacrocorax carbo
- Баклан індонезійський, Phalacrocorax sulcirostris
- Баклан австралійський, Phalacrocorax varius (V)
- Баклан білогрудий, Phalacrocorax fuscescens

## Пеліканоподібні(Pelecaniformes)
Родина: Пеліканові (Pelecanidae)
- Пелікан австралійський, Pelecanus conspicillatus

Родина: Чаплеві (Ardeidae)

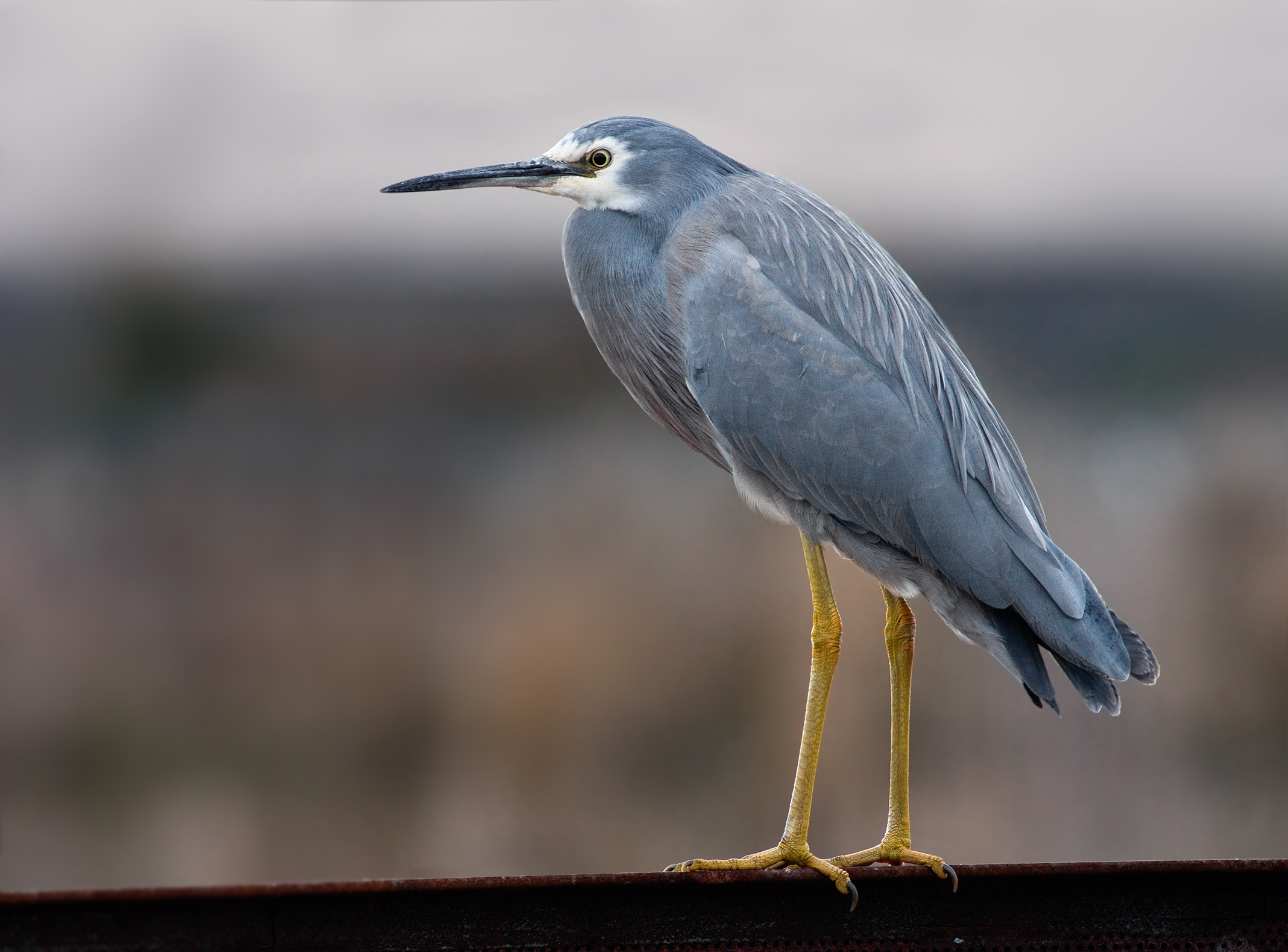
Чепура австралійська (Egretta novaehollandiae)

- Бугай австралійський, Botaurus poiciloptilus
- Чапля білошия, Ardea pacifica
- Чепура велика, Ardea alba
- Чепура середня, Ardea intermedia (V)
- Чепура австралійська, Egretta novaehollandiae
- Чепура мала, Egretta garzetta
- Чепура тихоокеанська, Egretta sacra (V)
- Чапля єгипетська, Bubulcus ibis
- Квак каледонський, Nycticorax caledonicus

Родина: Ібісові (Threskiornithidae)
- Коровайка бура, Plegadis falcinellus (V)
- Ібіс молуцький, Threskiornis molucca (V)
- Ібіс австралійський, Threskiornis spinicollis (V)
- Косар королівський, Platalea regia
- Косар жовтодзьобий, Platalea flavipes (V)

## Яструбоподібні(Accipitriformes)
Родина: Скопові (Pandionidae)
- Скопа, Pandion haliaetus (V)

Родина: Яструбові (Accipitridae)

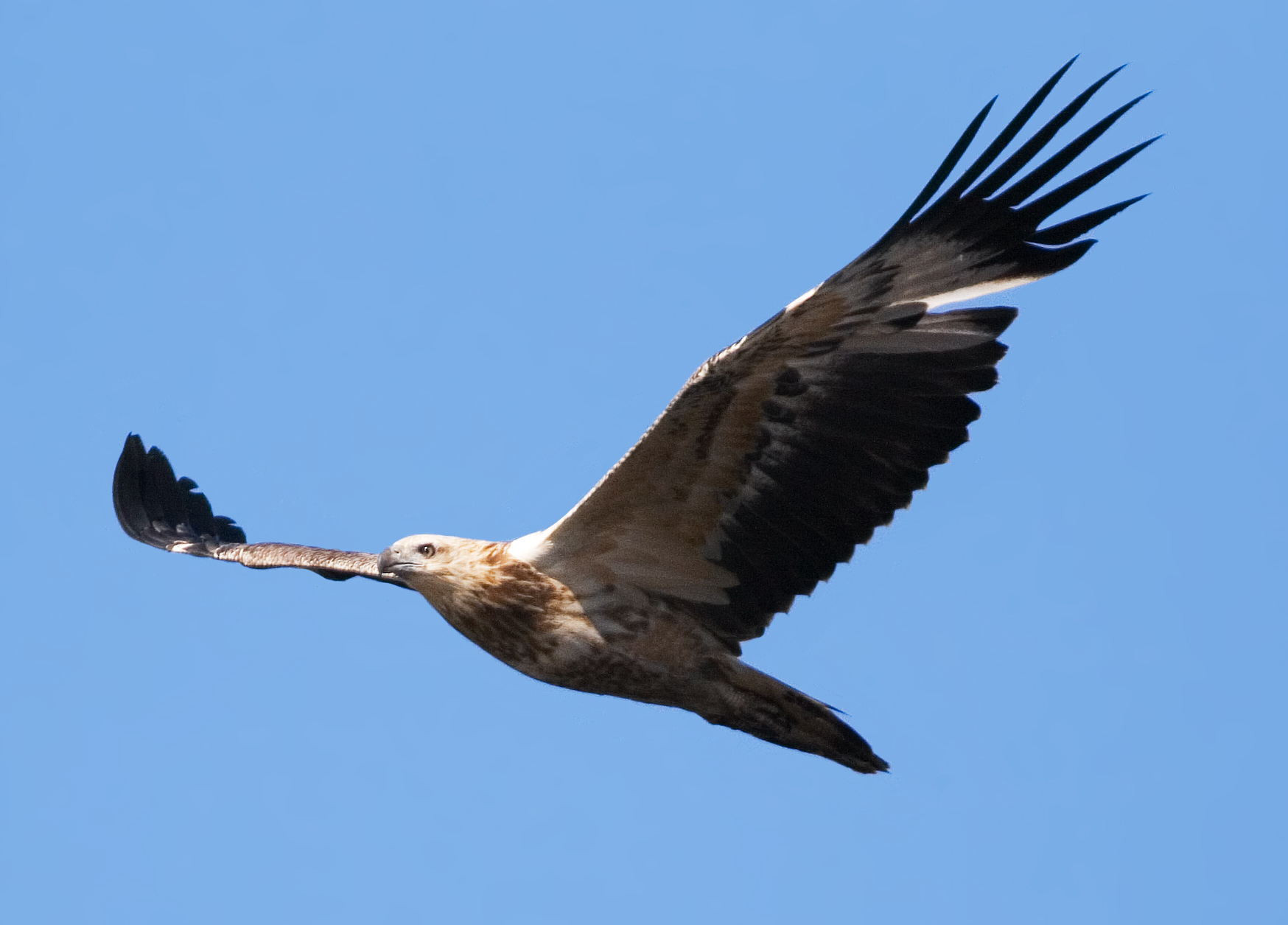
Молодий білочеревий орлан в польоті, річка Деруент

- Шуліка австралійський, Elanus axillaris (V)
- Hamirostra melanosternon (V)
- Hieraaetus morphnoides (V)
- Орел австралійський, Aquila audax
- Circus approximans
- Circus assimilis (V)
- Яструб тасманійський, Accipiter novaehollandiae
- Яструб бурий, Accipiter fasciatus
- Яструб австралійський, Accipiter cirrocephalus
- Шуліка чорний, Milvus migrans (V)
- Haliastur sphenurus (V)
- Орлан білочеревий, Haliaeetus leucogaster

## Совоподібні(Strigiformes)
Родина: Сипухові (Tytonidae)
- Сипуха темно-бура, Tyto tenebricosa (V)
- Сипуха австралійська, Tyto novaehollandiae
- Сипуха крапчаста, Tyto alba (V)

Родина: Совові (Strigidae)
- Сова-голконіг плямиста, Ninox connivens (V)
- Ninox leucopsis

## Сиворакшоподібні(Coraciiformes)
Родина: Рибалочкові (Alcedinidae)
- Рибалочка ультрамариновий, Ceyx azureus
- Кукабара велика, Dacelo novaeguineae (I)
- Альціон рудогузий, Todiramphus pyrrhopygius (V)
- Альціон лісовий, Todiramphus macleayii (V)
- Альціон священний, Todiramphus sanctus

Родина: Бджолоїдкові (Meropidae)
- Бджолоїдка райдужна, Merops ornatus (V)

Родина: Сиворакшові (Coraciidae)
- Широкорот східний, Eurystomus orientalis (V)

## Соколоподібні(Falconiformes)
Родина: Соколові (Falconidae)
- Боривітер австралійський, Falco cenchroides
- Підсоколик австралійський, Falco longipennis
- Сокіл бурий, Falco berigora
- Сокіл чорний, Falco subniger (V)
- Сапсан, Falco peregrinus

## Папугоподібні(Psittaciformes)
Родина: Какадові (Cacatuidae)

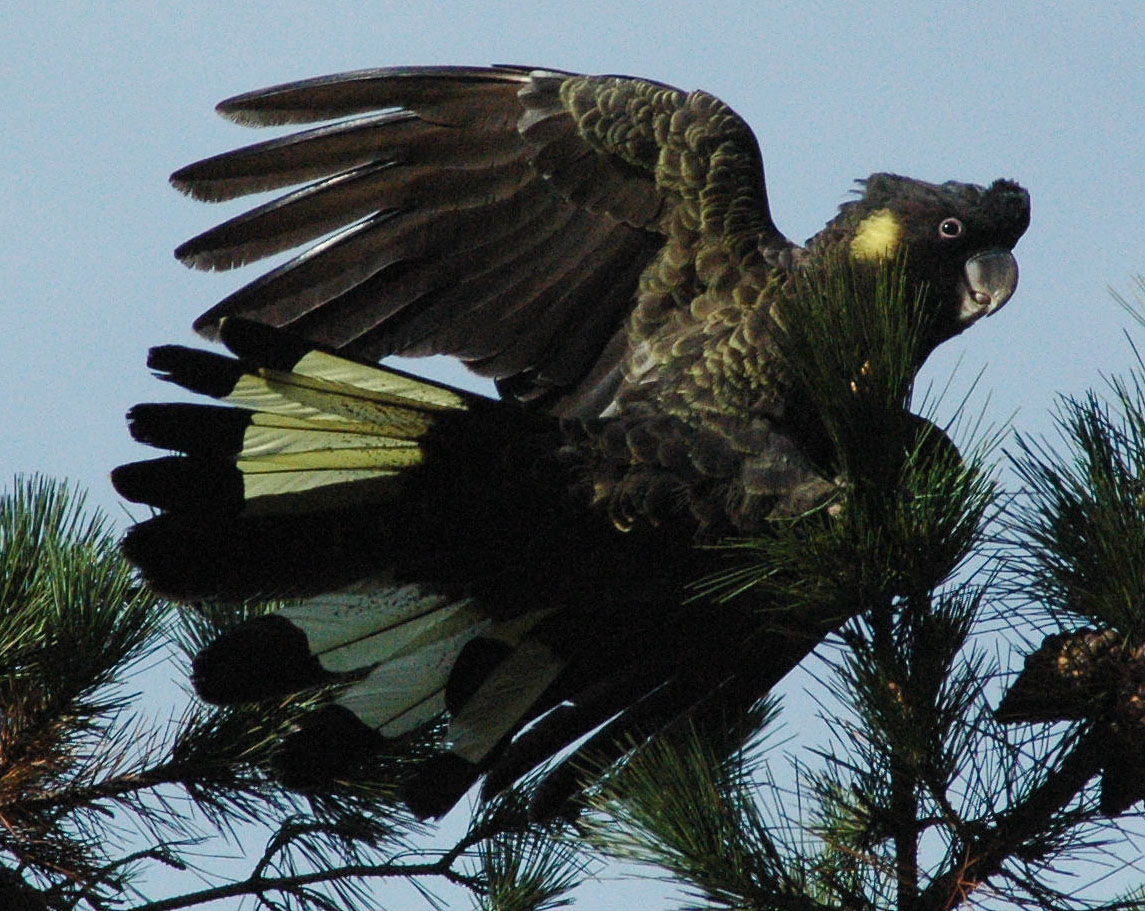
Какатоїс жовтохвостий, (Zanda funerea xanthanota)

- Какатоїс буроголовий, Calyptorhynchus lathami (Ex)
- Какатоїс жовтохвостий, Zanda funerea
- Какаду червоноголовий, Callocephalon fimbriatum (V)
- Какаду-інка, Lophochroa leadbeateri (V)
- Какаду рожевий, Eolophus roseicapilla (I)
- Какаду червонолобий, Cacatua tenuirostris (I)
- Какаду малий, Cacatua sanguinea (I)
- Какаду жовточубий, Cacatua galerita

Родина: Psittaculidae

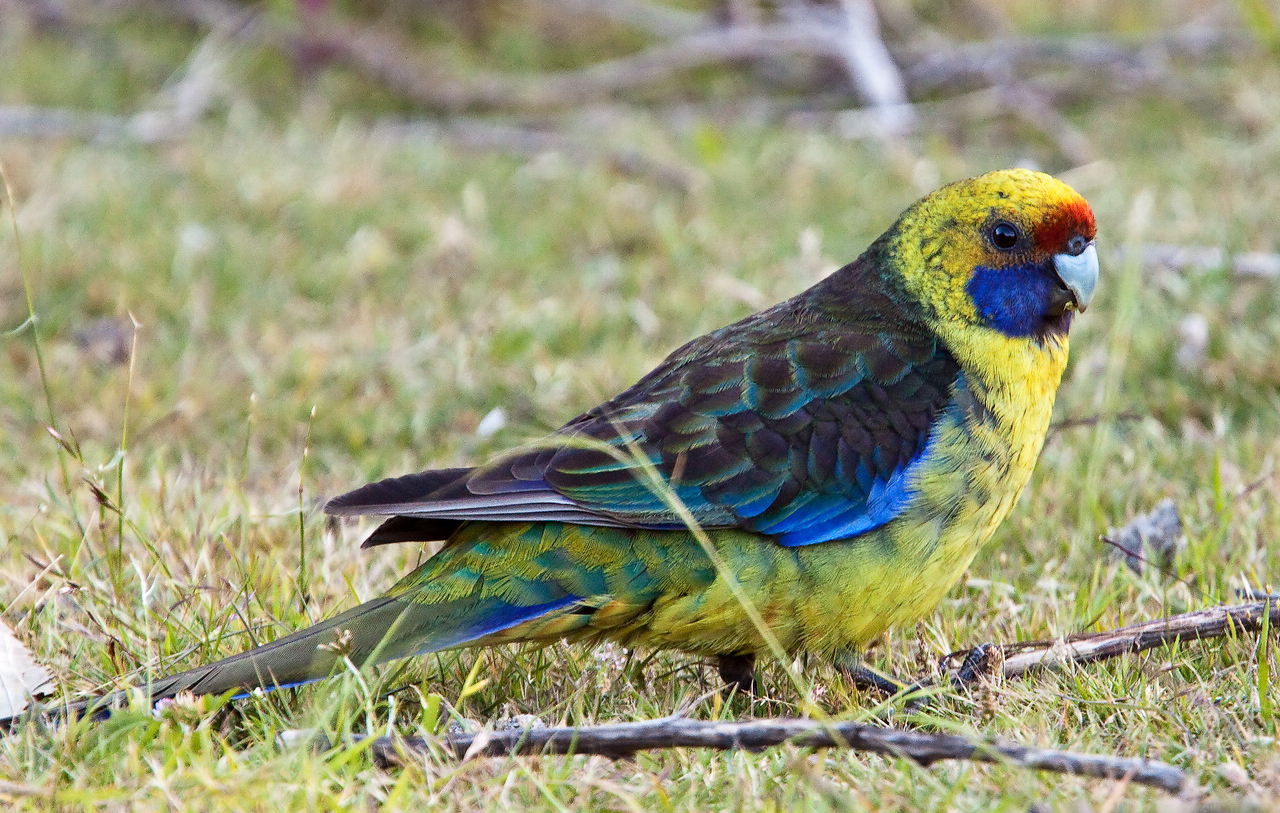
Розела тасманійська (Platycercus caledonicus)

- Алістер королівський, Alisterus scapularis (V)
- Папужка болотяний, Pezoporus wallicus
- Папужка синьокрилий, Neophema chrysostoma
- Папужка золотисточеревий, Neophema chrysogaster (E)
- Папужка червоногорлий, Lathamus discolor
- Розела тасманійська, Platycercus caledonicus (E)
- Розела червона, Platycercus elegans (V)
- Розела білогорла, Platycercus eximius
- Лорікет-нектароїд червонолобий, Glossopsitta concinna
- Лорікет-нектароїд малий, Parvipsitta pusilla (V)
- Лорікет веселковий, Trichoglossus moluccanus (I)

## Горобцеподібні(Passeriformes)
Родина: Лірохвостові (Menuridae)
- Лірохвіст великий, Menura novaehollandiae (I)

Родина: Королазові (Climacteridae)
- Королаз плямистобокий, Cormobates leucophaea (V)

Родина: Малюрові (Maluridae)

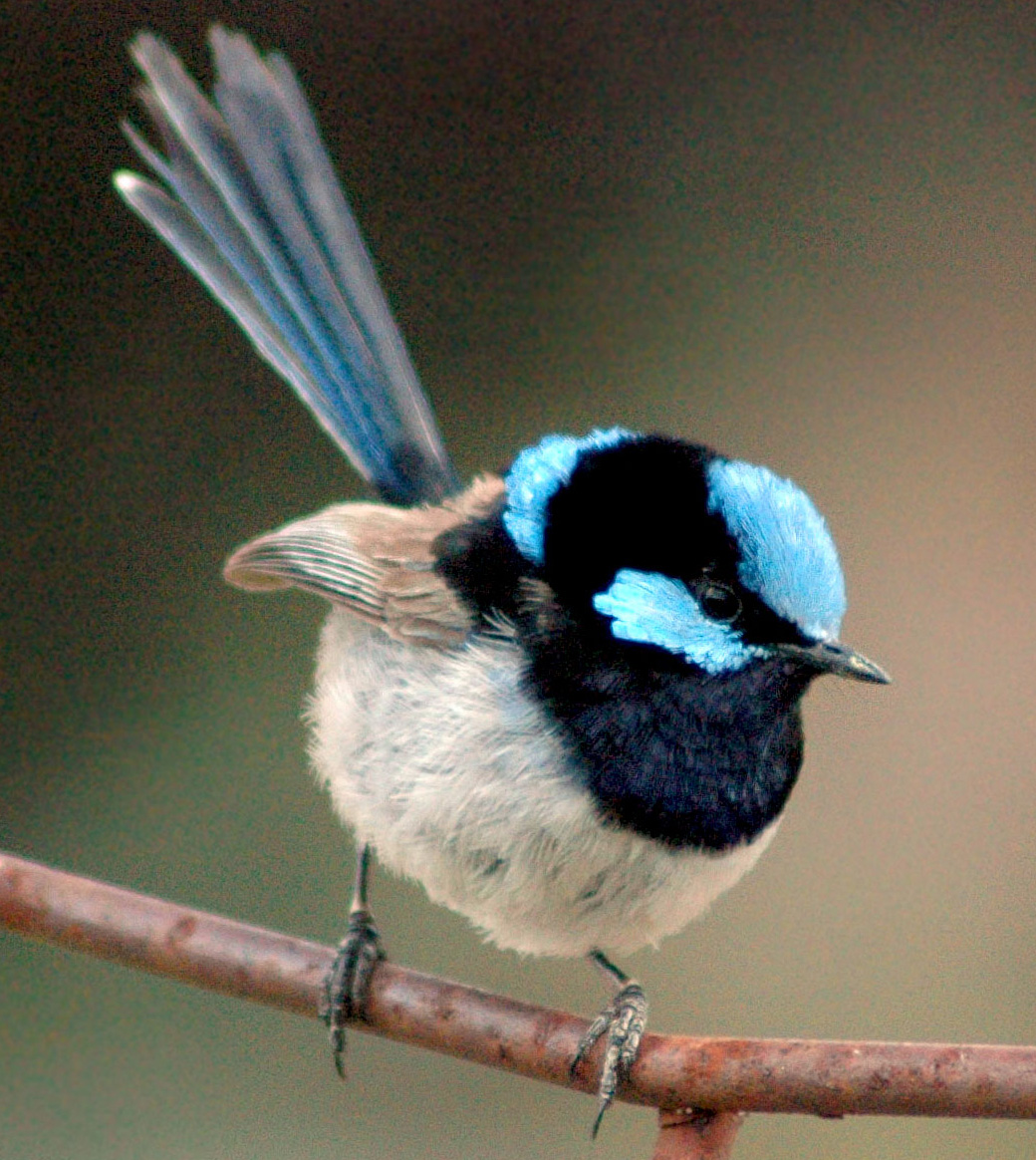
Малюр сапфіровий (Malurus cyaneus cyaneus)

- Малюр-м'якохвіст рудолобий, Stipiturus malachurus
- Малюр сапфіровий, Malurus cyaneus

Родина: Медолюбові (Meliphagidae)

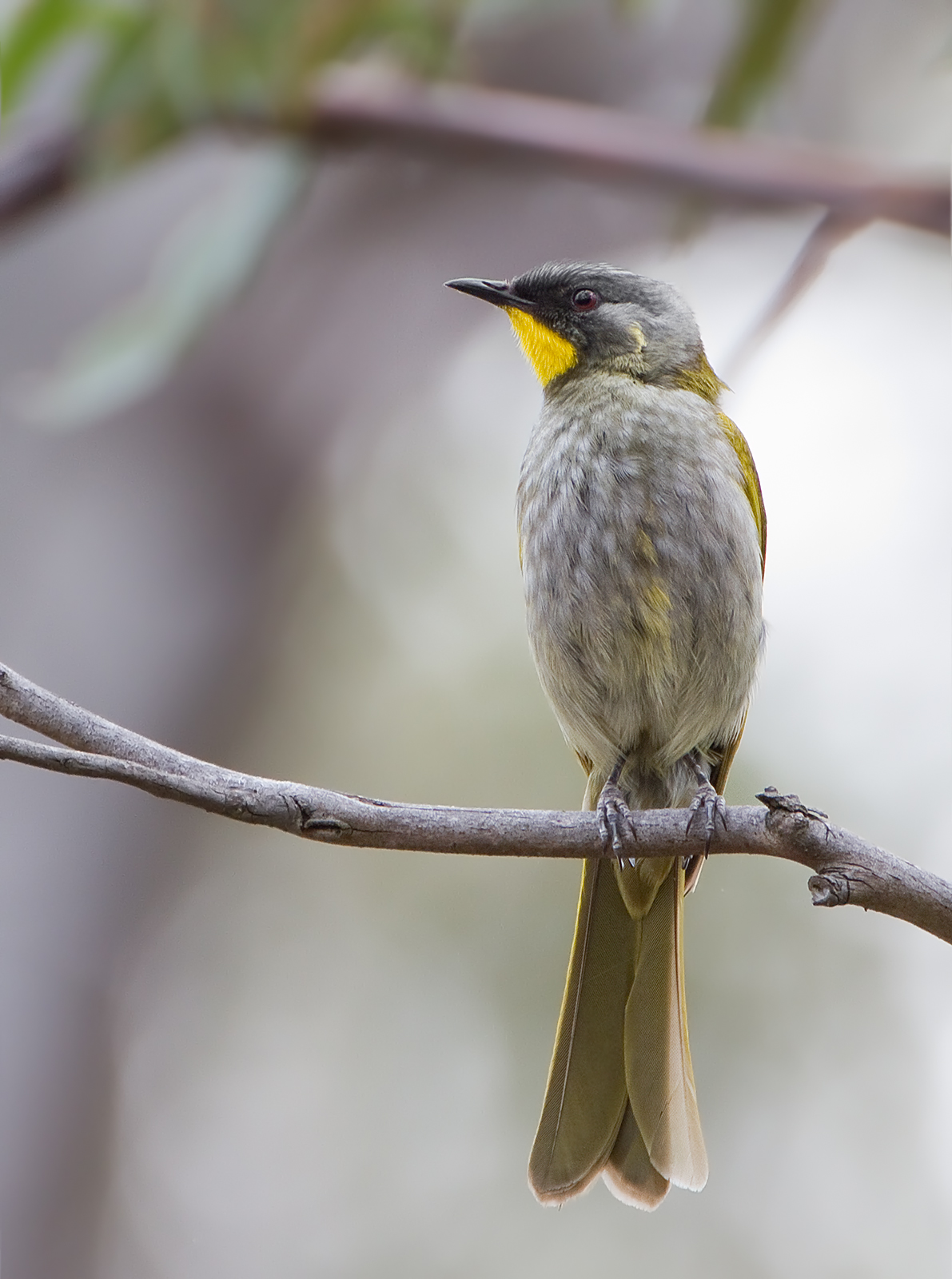
Медник жовтогорлий (Nesoptilotis flavicollis)

- Медолюб-шилодзьоб східний, Acanthorhynchus tenuirostris
- Медник жовтощокий, Caligavis chrysops (V)
- Манорина маскова, Manorina melanocephala
- Манорина акацієва, Manorina flavigula (V)
- Медолюб-сережник східний, Anthochaera chrysoptera
- Медолюб-сережник середній, Anthochaera carunculata (V)
- Медолюб-сережник великий, Anthochaera paradoxa (E)
- Медник блідий, Ptilotula penicillata (V)
- Цокалка білолоба, Epthianura albifrons
- Медовичка червона, Myzomela sanguinolenta (V)
- Медовка бронзова, Gliciphila melanops
- Медовка золотокрила, Phylidonyris pyrrhoptera
- Медовка жовтокрила, Phylidonyris novaehollandiae
- Медовка білощока, Phylidonyris niger (V)
- Медник чорноволий, Nesoptilotis leucotis (V)
- Медник жовтогорлий, Nesoptilotis flavicollis (E)
- Медопійник червонобровий, Melithreptus lunatus (V)
- Медопійник чорноголовий, Melithreptus affinis (E)
- Медопійник буроголовий, Melithreptus brevirostris (V)
- Медопійник тасманійський, Melithreptus validirostris (E)

Родина: Діамантницеві (Pardalotidae)
- Діамантниця леопардова, Pardalotus punctatus
- Діамантниця тасманійська, Pardalotus quadragintus (E)
- Діамантниця велика, Pardalotus striatus

Родина: Шиподзьобові (Acanthizidae)

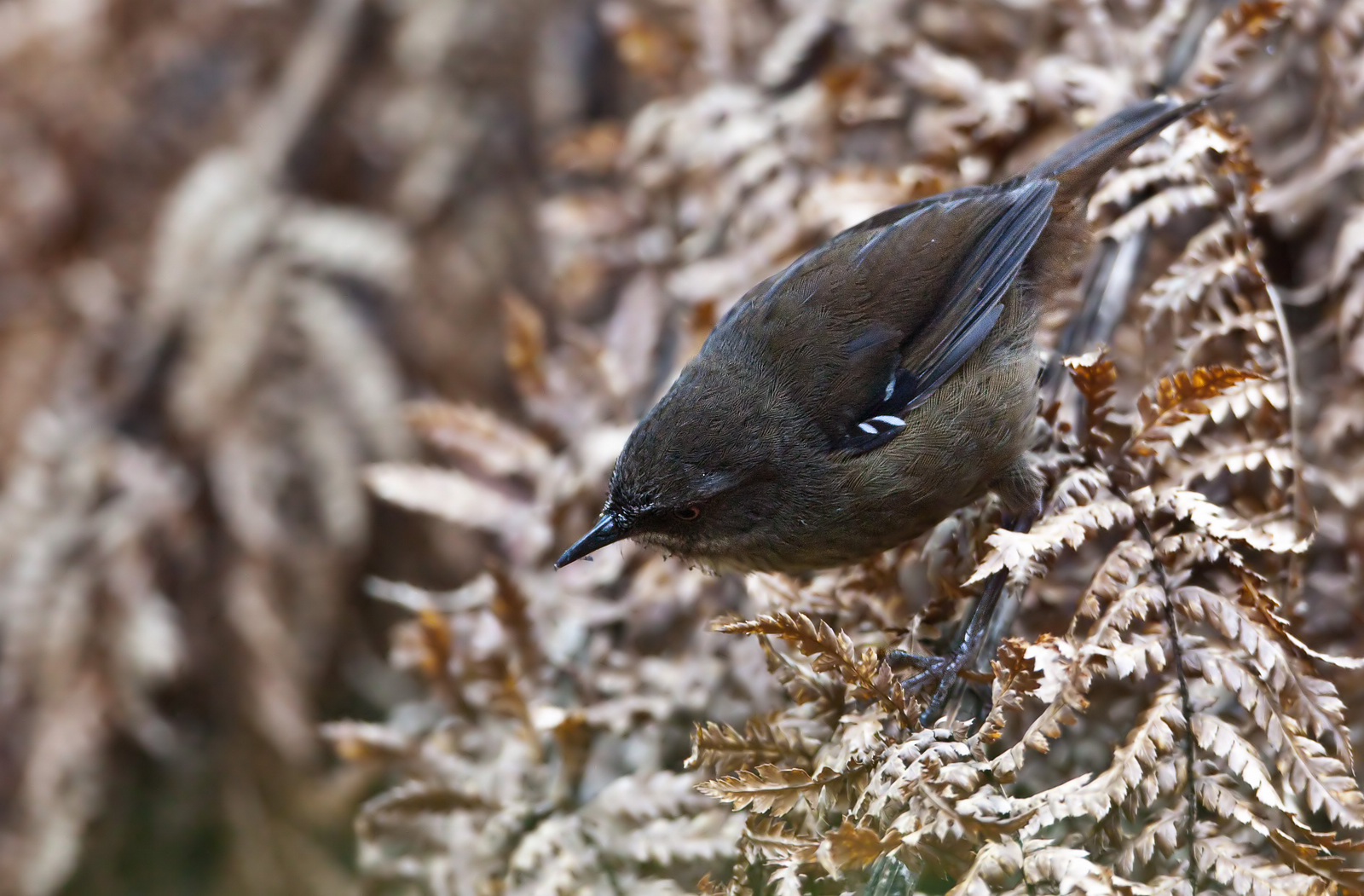
Кущовик тасманійський (Sericornis humilis)

- Кущовик білочеревий, Sericornis frontalis
- Кущовик тасманійський, Sericornis humilis (E)
- Кущовик острівний, Acanthornis magnus (E)
- Пустковик малий, Pyrrholaemus sagittatus (V)
- Пустковик смугастий, Calamanthus fuliginosus
- Шиподзьоб бурий, Acanthiza pusilla
- Шиподзьоб тасманійський, Acanthiza ewingii (E)
- Шиподзьоб жовтогузий, Acanthiza chrysorrhoa
- Шиподзьоб смугастоволий, Acanthiza lineata (V)

Родина: Cinclosomatidae
- Пішак плямистий, Cinclosoma punctatum

Родина: Личинкоїдові (Campephagidae)
- Шикачик масковий, Coracina novaehollandiae
- Шикачик чорнолобий, Coracina papuensis (V)
- Оругеро австралійський, Lalage tricolor (V)
- Оругеро смугасточеревий, Lalage leucomela (V)

Родина: Psophodidae
- Батіжник чорночубий, Psophodes olivaceus (V)

Родина: Falcunculidae
- Чубарець, Falcunculus frontatus (V)

Родина: Свистунові (Pachycephalidae)

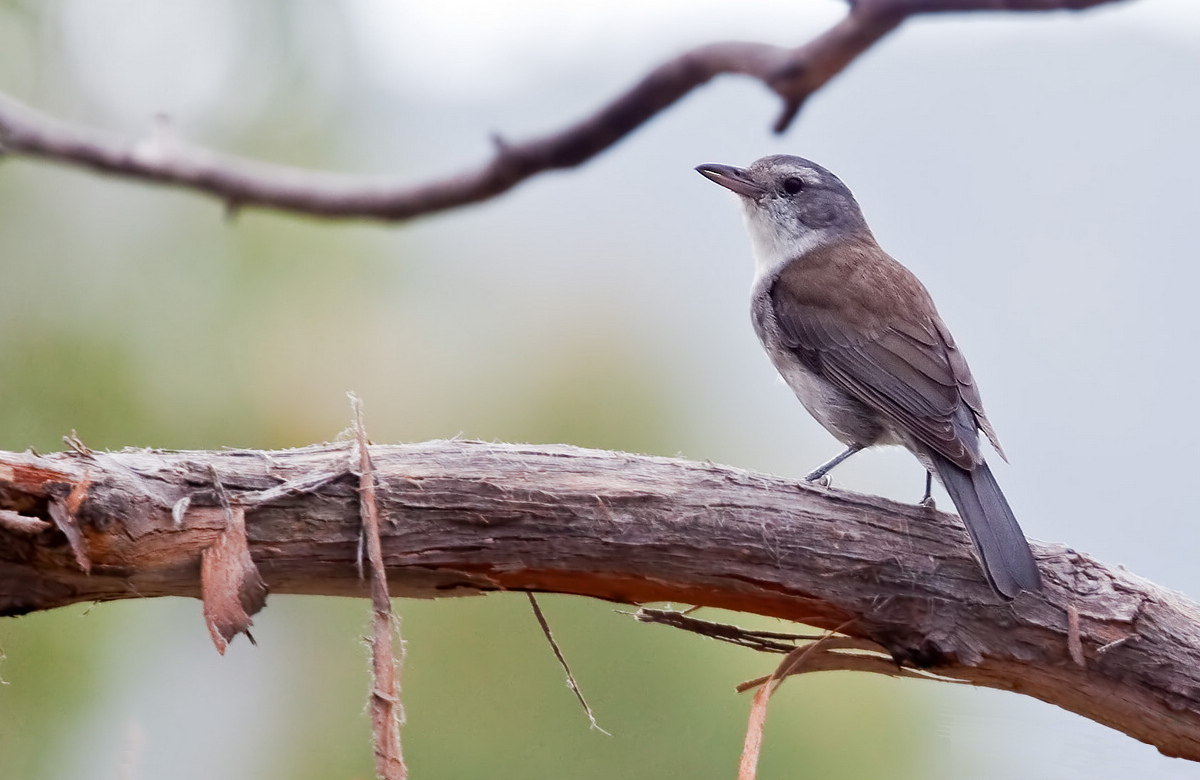
Ядлівчак сірий (Colluricincla harmonica)

- Ядлівчак сірий, Colluricincla harmonica
- Свистун сіроголовий, Pachycephala olivacea
- Свистун золотистий, Pachycephala pectoralis
- Свистун рудочеревий, Pachycephala rufiventris (V)

Родина: Вивільгові (Oriolidae)
- Вивільга оливкова, Oriolus sagittatus (V)
- Телюга австралійська, Sphecotheres vieilloti (V)

Родина: Ланграйнові (Artamidae)

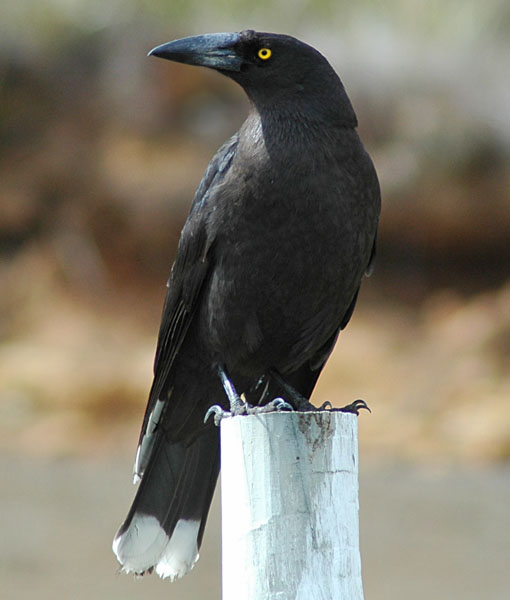
Куравонг тасманійський (Strepera fuliginosa)

- Ланграйн білогрудий, Artamus leucorynchus (V)
- Ланграйн масковий, Artamus personatus (V)
- Ланграйн білобровий, Artamus superciliosus (V)
- Ланграйн бурий, Artamus cyanopterus
- Сорочиця сіроспинна, Cracticus torquatus
- Сорочиця велика, Gymnorhina tibicen
- Куравонг строкатий, Strepera graculina (V)
- Куравонг тасманійський, Strepera fuliginosa (E)
- Куравонг сірий, Strepera versicolor

Родина: Віялохвісткові (Rhipiduridae)
- Віялохвістка чорноряба, Rhipidura leucophrys (V)
- Віялохвістка рудолоба, Rhipidura rufifrons (V)
- Віялохвістка сиза, Rhipidura fuliginosa

Родина: Дронгові (Dicruridae)
- Дронго волохатий, Dicrurus bracteatus (V)

Родина: Монархові (Monarchidae)
- Скунда австралійська, Grallina cyanoleuca (V)
- Міагра сріблиста, Myiagra rubecula (V)
- Міагра строката, Myiagra cyanoleuca
- Міагра білогорла, Myiagra inquieta (V)

Родина: Апостолові (Corcoracidae)
- Краге, Corcorax melanorhamphos (V)

Родина: Воронові (Corvidae)
- Крук малий, Corvus mellori
- Крук лісовий, Corvus tasmanicus

Родина: Тоутоваєві (Petroicidae)

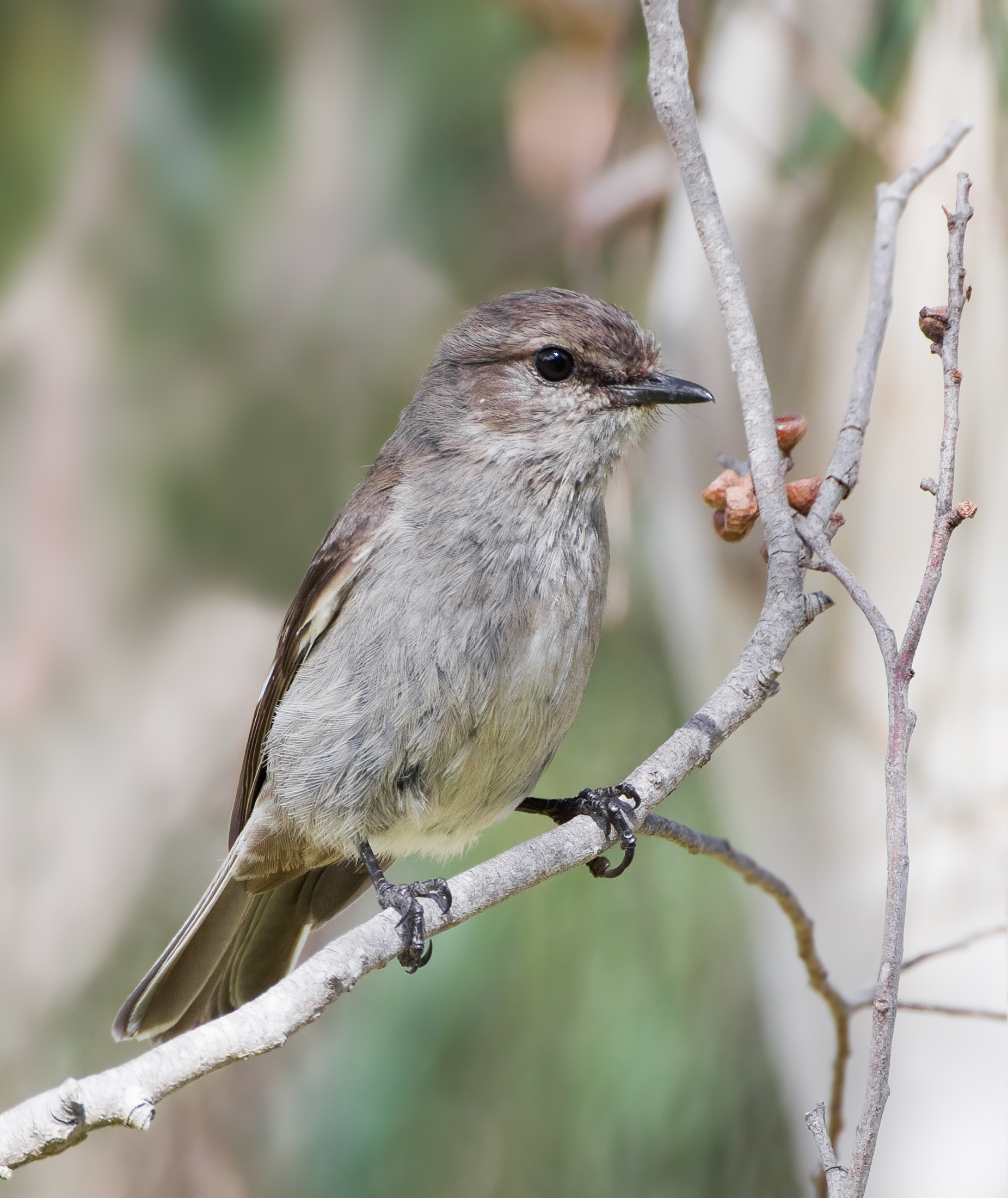
Королець брунатний (Melanodryas vittata)

- Тоутоваї червоноволий, Petroica boodang
- Тоутоваї вогнистий, Petroica phoenicea
- Тоутоваї рожевий, Petroica rosea (V)
- Тоутоваї малиновогрудий, Petroica rodinogaster
- Королець брунатний, Melanodryas vittata (E)
- Королець жовтий, Eopsaltria australis (V)

Родина: Жайворонкові (Alaudidae)
- Фірлюк яванський, Mirafra javanica (V)
- Жайворонок польовий, Alauda arvensis (I)

Родина: Тамікові (Cisticolidae)
- Таміка золотоголова, Cisticola exilis

Родина: Очеретянкові (Acrocephalidae)
- Очеретянка австралійська, Acrocephalus australis

Родина: Кобилочкові (Locustellidae)
- Матата мала, Poodytes gramineus
- Роляк бурий, Cincloramphus cruralis (V)
- Матата руда, Cincloramphus timoriensis (V)

Родина: Ластівкові (Hirundinidae)

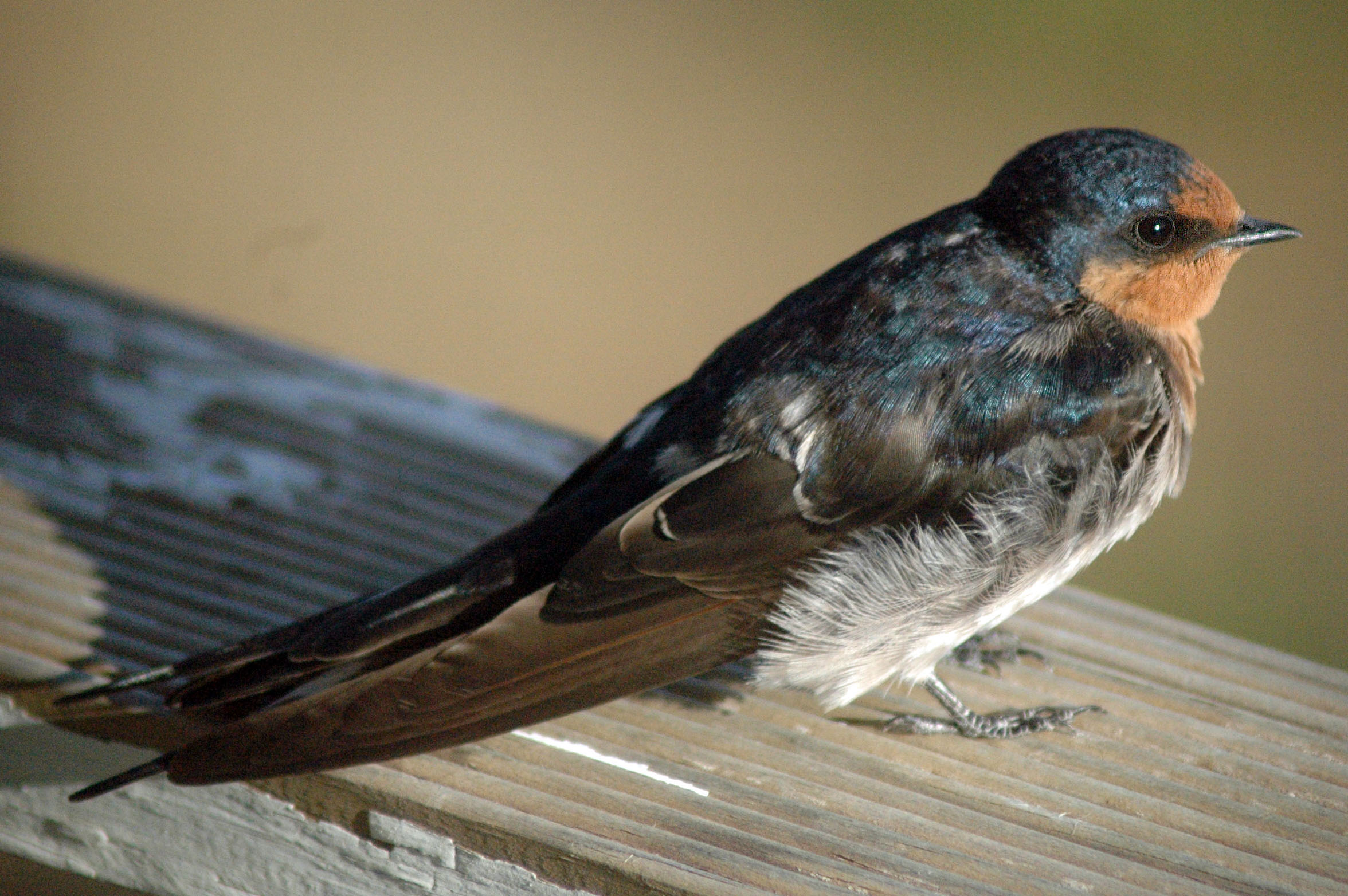
Ластівка австралійська (Hirundo neoxena)

- Ластівка австралійська, Hirundo neoxena
- Ясківка тасманійська, Petrochelidon ariel (V)
- Ясківка лісова, Petrochelidon nigricans

Родина: Окулярникові (Zosteropidae)

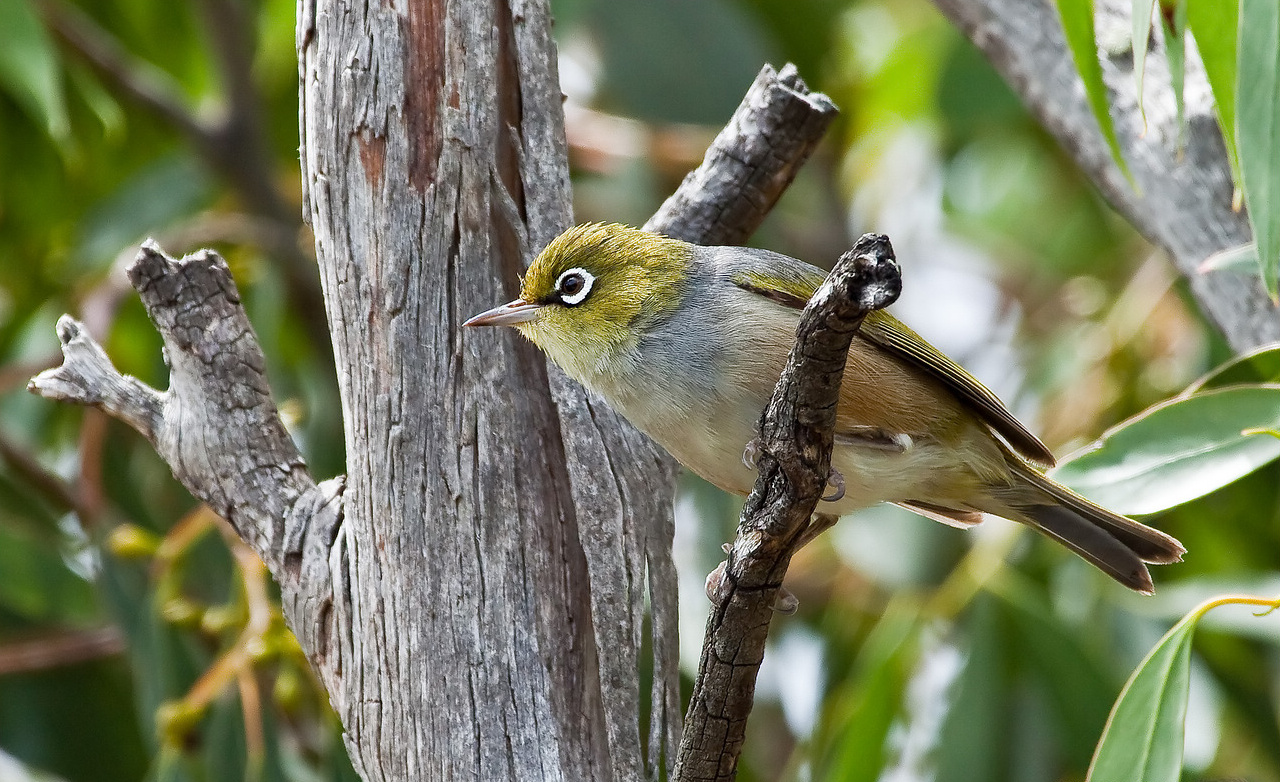
Окулярник сивоспинний (Zosterops lateralis)

- Окулярник сивоспинний, Zosterops lateralis

Родина: Шпакові (Sturnidae)
- Шпак звичайний, Sturnus vulgaris (I)
- Майна індійська, Acridotheres tristis (I)

Родина: Дроздові (Turdidae)

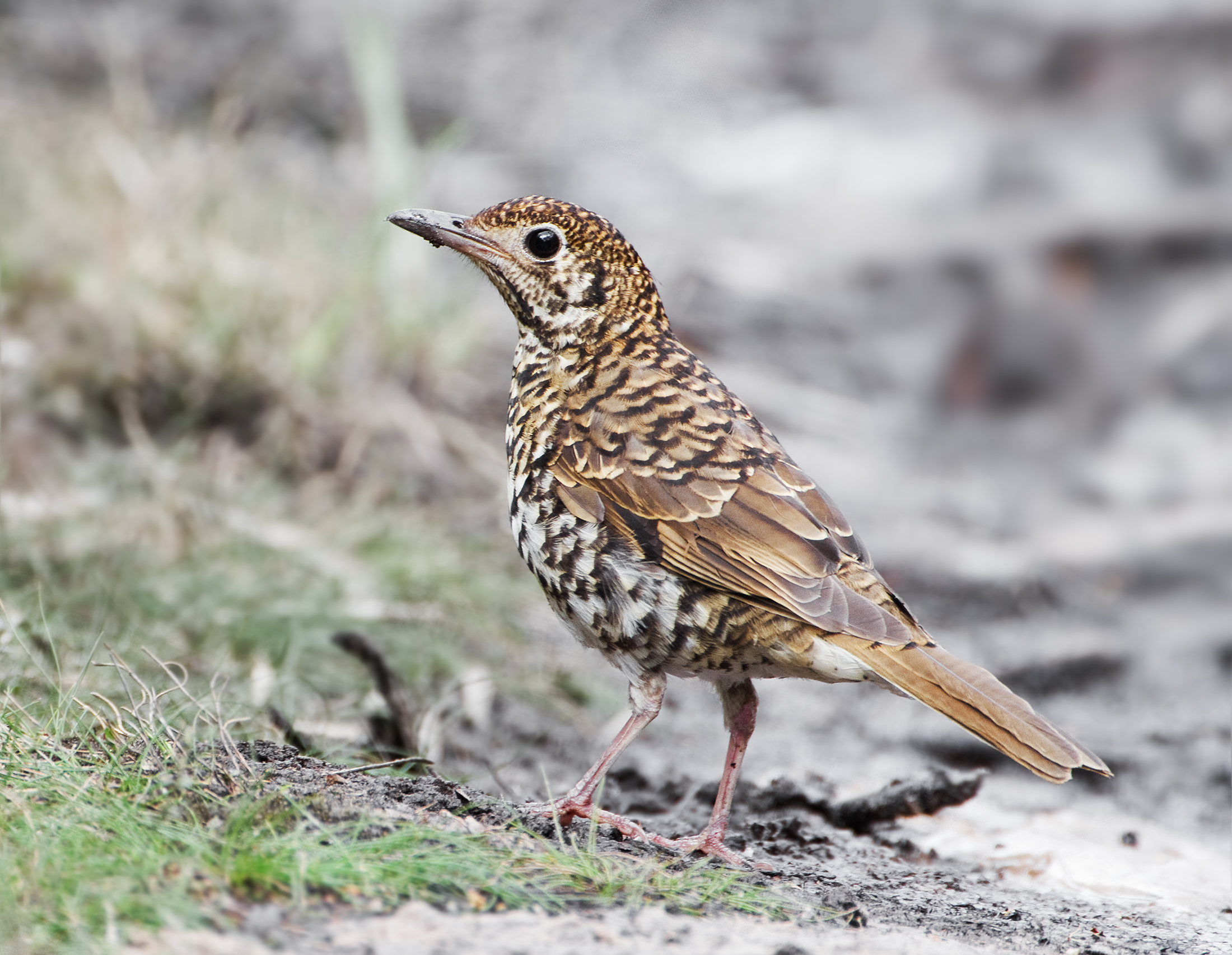
Квічаль австралійський (Zoothera lunulata)

- Квічаль австралійський, Zoothera lunulata
- Дрізд співочий, Turdus philomelos (I)
- Дрізд чорний, Turdus merula (I)

Родина: Квіткоїдові (Dicaeidae)
- Квіткоїд австралійський, Dicaeum hirundinaceum (V)

Родина: Астрильдові (Estrildidae)
- Вогнегуз тасманійський, Stagonopleura bella
- Амадина-рубінчик червоноброва, Neochmia temporalis (V)

Родина: Горобцеві (Passeridae)
- Горобець хатній, Passer domesticus (I)

Родина: Плискові (Motacillidae)
- Плиска гірська, Motacilla cinerea (V)
- Щеврик новозеландський, Anthus novaeseelandiae

Родина: В'юркові (Fringillidae)
- Зеленяк звичайний, Chloris chloris (I)
- Чечітка мала, Acanthis cabaret (V)
- Щиглик звичайний, Carduelis carduelis (I)